# Peñausende
Peñausende es un municipio y localidad española de la provincia de Zamora, en la comunidad autónoma de Castilla y León.
El municipio lo constituyen las localidades de Figueruela de Sayago, Peñausende y Tamame, todas ellas situadas en la parte más meridional de la histórica y tradicional comarca de Sayago y de la provincia de Zamora, lindando con la comarca salmantina de la Tierra de Ledesma, con la que comparten paisaje, historia, cultura y tradiciones. El municipio, que tiene una superficie de 95,02 km², cuenta según el padrón municipal para 2017 del INE con 410 habitantes y una densidad de 4,31 hab./km².
Peñausende, la capital municipal, conserva restos de un castillo de la orden de Santiago. Esta fortificación desempeñó un notable papel defensivo durante el periodo de la Reconquista, reconvertido en la actualidad en uno de los principales miradores de la provincia de Zamora, entre los que también se encuentra el peñausendino Teso Santo. Conserva un rollo jurisdiccional, en la actualidad incompleto, que en su día pudo ser usado como picota para el castigo de reos. Su iglesia parroquial, bajo la advocación de San Martín de Tours, es en la actualidad su edificio principal. Este templo fue construido a finales del siglo XI o principios del XII y recrecido a finales del siglo XV o principios del XVI, lo que le confiere una peculiar fisonomía de estilo románico en transición al gótico.

## Toponimia
Peñausende, según Pérez Viñuela, deriva por un lado de penna, del latín pinna, con significado de almena, aunque también es pluma, igual a puntiagudo, por lo que de ahí pudo pasar a punta de cerro. Gosende, Gosent, Gusende y Gosendi, son de origen germánico. En documentos posteriores aparece Peñahusende, Peñagonsent, Peñagosende, Pennagosende, Pennausende, Pennagusende, Pena Gosendi, Pennasoende y finalmente por economía en la pronunciación, la etimología popular ha dado el nombre actual, Peñausende. Por lo tanto, el significado literal sería 'Peñagosende', es decir, 'Peña de' un señor llamado de una de estas formas: Gosent, Gosende, Gusende o Gusendi. En el mismo término municipal existen otros lugares conocidos como Valdemiagoda, Valle de la Goda, Valdegudino o Valdegodino y Sexmil (lugar de Sexmiro). Se trata de antropónimos impuestos por pobladores godos, que por las características geográficas de sus ubicaciones están relacionados con la defensa de la frontera entre los reinos suevo y visigodo.
Para algunos autores, el nombre de Peñausende tiene su origen en el nombre de Sabaria, también denominada Sibaria. Este vocablo, a su vez, es considerado de origen hebreo, de la raíz sibar que significa 'hendir, romper o quebrar', lo que nos lleva a la correspondiente 'peña ausende' o 'peña hendida'. Por tanto, la comunidad de Peñausende y sus aldeas fue la que conquistó Leovigildo y, acaso, toda la región vaccea, con la cántabra y La Rioja, que es la Aregia.
Otros autores indican que Peñausede es de origen prerromano, posiblemente vetón o vacceo, al igual que otras localidades de la comarca de Sayago.
Si bien el significado de la primera parte de su nombre (peña) es clara, la segunda parte (usende) plantea dudas. Sobre esta segunda parte, habría una última posibilidad de que derivara del vocablo latino absens, -entis con significado actual de 'ausente'.
Parajes
Los topónimos de algunos de sus parajes son: Alto de la Cebada, Alto del Caño, Barrero de los Tejeros, Cabeza del Sapo, Cabeza Ladrones, Cabeza Román, Cabeza Royal, Cabezarroya, Cabezonzuela, Camino de los Frailes, Camino de Mayalde, Camino de Viñuela, Cristemilo, El Anuvedo, El Barrero Blanco, El Campico, El Carrascal, El Castillo, El Chorrio, El Corchal, El Gejal, El Jaral, El Piornal, El Pozo de las Fuentes, El Puente, El Puerto, Ensebadas del Caño, Enservadas del Llodero, Fuente Buena, Fuente del Caño, Fuente del Soto, Fuente Pioyo, Huerto del Borreguito, La Cabecina, La Carrasquera, La Cigüeña, La Cruz de Rita, La Espinera del Huerto, La Gavia, La Huerta, La Jareta, La Majadica, La Mina, La Oyillina, La Paca, La Parda, La Rivera, La Roderica, La Sacea, La Seca, La Vega, Laguna de los Frailes, Las Gargantinas, Las Gateras, Las Mallainas, Las Navitas, Las Pedreras, Las Salinas, Las Tejoneras, Llano de Pedregoso, Llano del Rebollar, Llanos de los Cotorros, Llanos Gordos, Lomo de la Vega, Los Ahigales, Los Alares, Los Cadozos Blancos, Los Chafadines, Los Corrales, Los Cotorros, Los Duciellos, Los Haces, Los Llanos, Los Navazos, Los Picones, Los Pontones, Los Poyos, Los Romanes, Los Ronceros, Los Tejares, Los Torales, Los Veneros, Los Vivales, Monte Cortado, Monte Gordo, Nava de la Vega, Nava de los Carros, Nava de Matín Coello, Nava del Barrero, Nava del Bobo, Nava del Toro, Nava Hilario, Nava Peral, Navita la Vega, Peña del Campo, Peña Estercada, Peña Excusa, Peñas del Muerto, Piedra Incada, Pozo Soso, Prado Concejo, Prado de la Dehesa, Quejigales, Raya de Tamame, Regato de Valdeñagoda, Rita Cueva, Sebadas del Pozo, Solombrio, Teso de la Fuente, Teso del Cuerno, Valde Pedro Miguel, Teso Santo, Valdebarrera, Valdegodina, Valdelvira, Valdemuriel, Valdeñagoda, Valdepozaco, Valdespino, Valle Ancho, Valle Verde, Valtrigoso, Zaries.
Pedanías
El municipio de Peñausende cuenta, a su vez, con las localidades pedáneas de Tamame y Figueruela de Sayago.
El origen del topónimo Tamame, según Riesco Chueca, podría encontrarse en el antropónimo de alguno de sus antiguos moradores, previsiblemente un propietario mozárabe. En este sentido, el citado autor hace referencias a:
- Oliver Pérez[10] incluye Tamame dentro de una breve relación de nombres de lugares zamoranos cuyo topónimo está basado en onomásticos árabes: «Tamame de Tammam, Villanázar de Nasr, Villaveza de Abu’Isà, [San Pedro de] Zamudia de Samut».

- Menéndez Pidal[11] cita el nombre de Temam ben Afif, que se trataría del mismo que Joan Coromines extrae de una cita del Cartulario de San Cugat: «ipsum sarracenum nomine Temem» (1078). Este último autor indica que todas estas formas proceden, de una variante morfológica en el vocalismo Tämâm, antropónimo que Corominas cree derivado del gentilicio at-Tämîmi, 'el de Tamim', derivado a su vez del nombre tribal de los Bäni tämim.

En todo caso, el nombre tuvo uso personal relativamente frecuente. En Cuéllar se registra un Don Thamam, alcalde, en 1244. La forma patronímica (hijo de) tampoco es insólita: Ecta Tamamiz (Forna de Losada, en la Cabrera leonesa), en 1095. El mismo antropónimo de propietario está presente en Tamames, pueblo de la vecina provincia de Salamanca.
Respecto a Figueruela de Sayago, la etimología de la primera parte de este topónimo remite al Ficus carica, popularmente denominado higuera. El origen de la denominación de esta localidad parece tener un cierto paralelismo con la denominación de otras localidades sayaguesas, como es el caso de Carbellino que parece derivar del carballo o roble; Luelmo del olmo; Fresno y Fresnadillo del fresno; Salce del sauce; Almeida del álamo; Moral, Moralina y Moraleja del moral, mostrando la posible seña identificativa de muchos poblamientos de esta comarca.
Gentilicio
El gentilicio de los habitantes de Peñausende es peñausendino.

## Símbolos
El escudo y la bandera municipal fueron aprobados por el pleno del ayuntamiento de Peñausende en su sesión del 2 de marzo de 2005. El escudo heráldico del municipio se representa conforme a la siguiente descripción textual o blasón:

Escudo Heráldico: De oro, peña de sinople, sumada de castillo de gules, mazonado de sable y aclarado del campo. Bordura de plata, con dos cruces de Santiago de gules, una a la diestra y otra a la siniestra y tres espigas de trigo, una en jefe y dos en punta. Al timbre corona real cerrada.
Boletín Oficial de Castilla y León nº 27 de 07 de febrero de 2007

La descripción textual de la bandera es la que sigue:

Bandera municipal: Bandera rectangular de proporciones 2:3, formada por tres triángulos, que tienen un vértice común en el ángulo inferior del asta, y los otros en el ángulo superior del batiente y en el centro del batiente, siendo el triángulo superior blanco con una cruz de Santiago de Roja a 1/3 del asta, el central rojo y el inferior verde.
Boletín Oficial de Castilla y León nº 27 de 07 de febrero de 2007

## Geografía

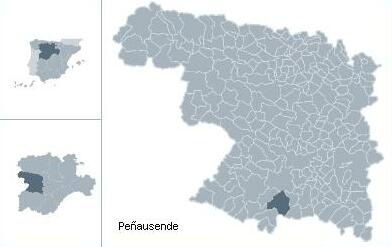
Municipio de Peñausende en la provincia de Zamora

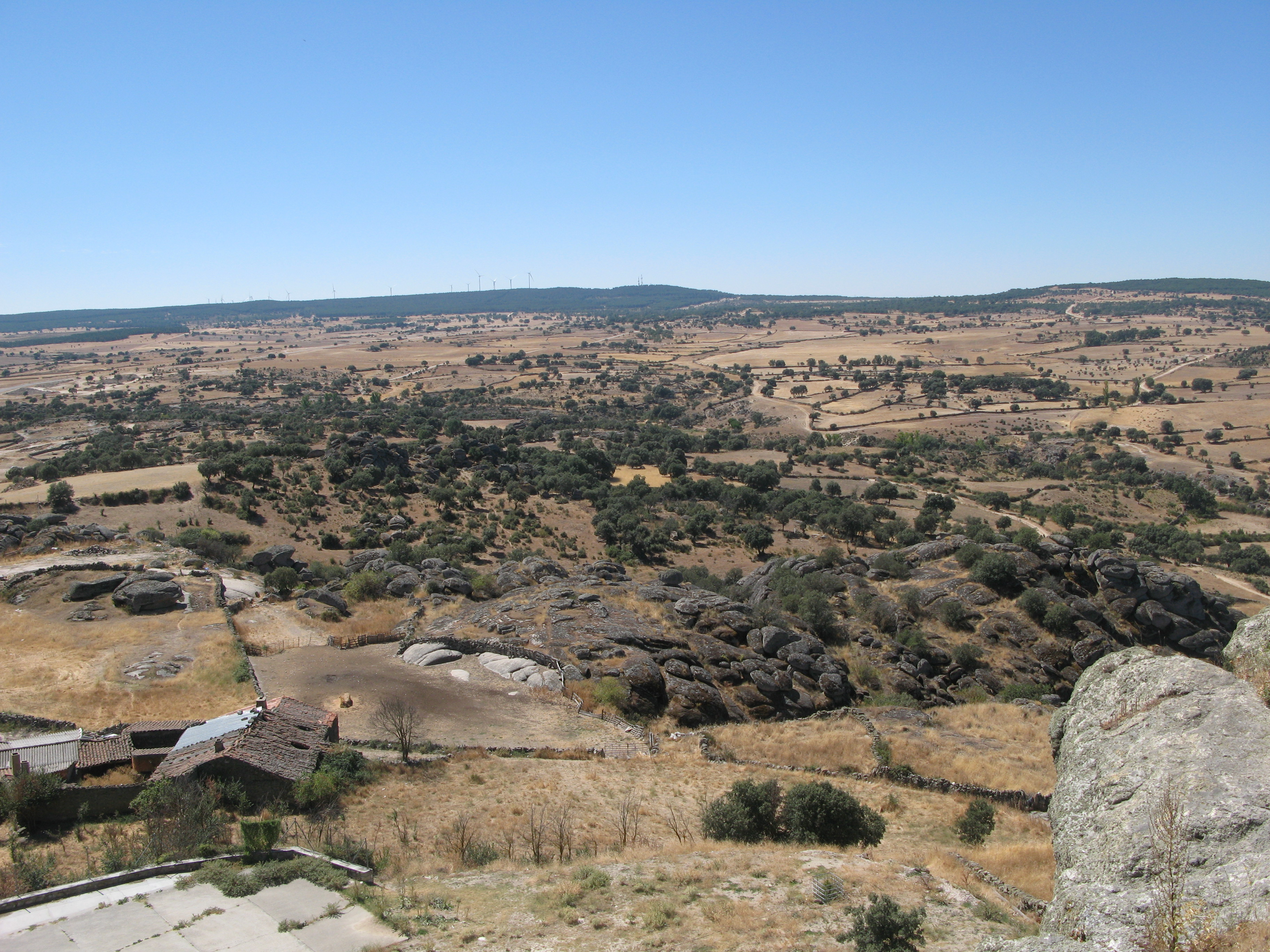
Vistas desde El Castillo, al fondo el Teso Santo (985 m)

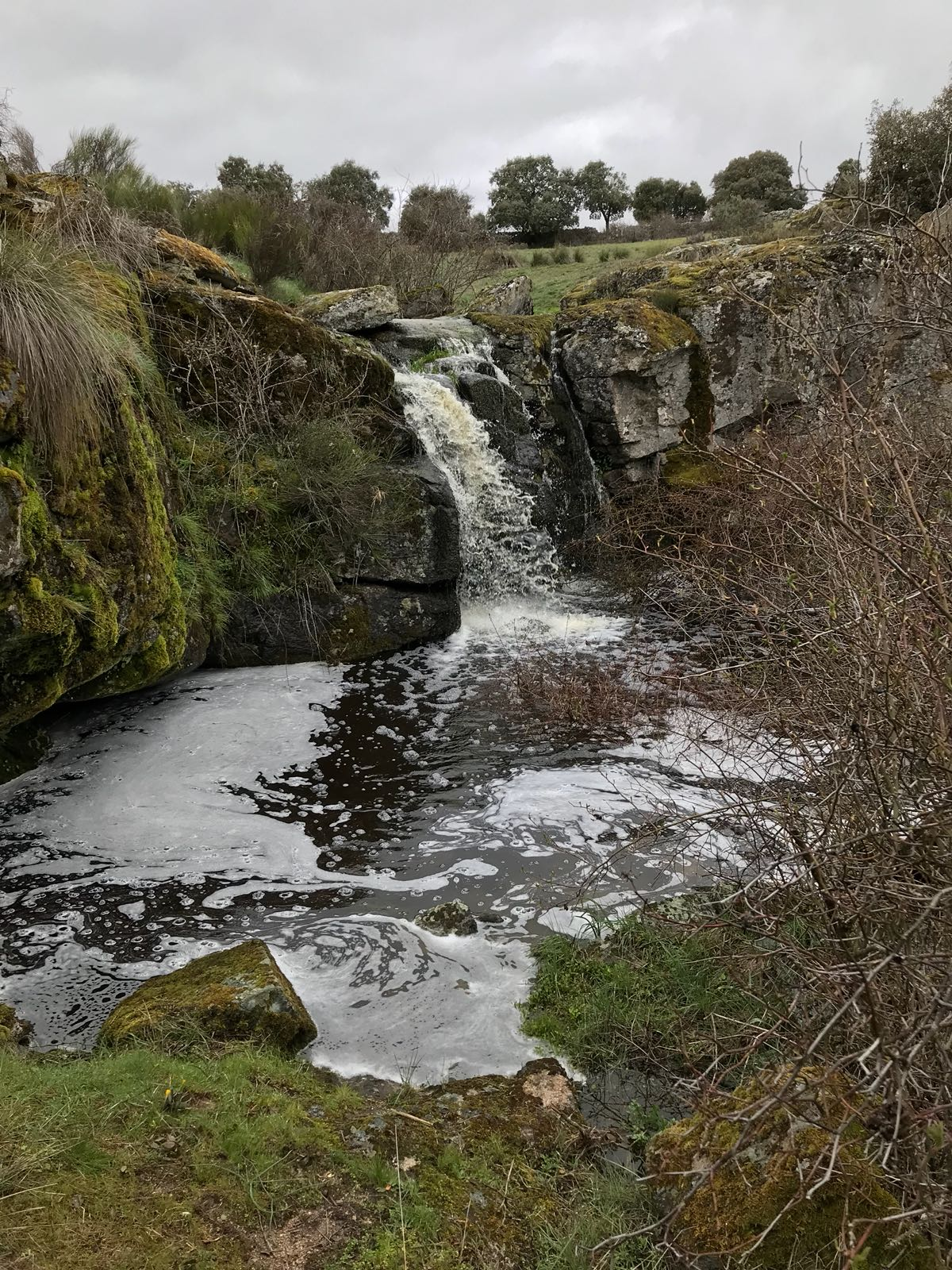
El Chorrio, cascada formada por el arroyo La Rivera, cerca de su nacimiento en el Teso Santo (985 m)

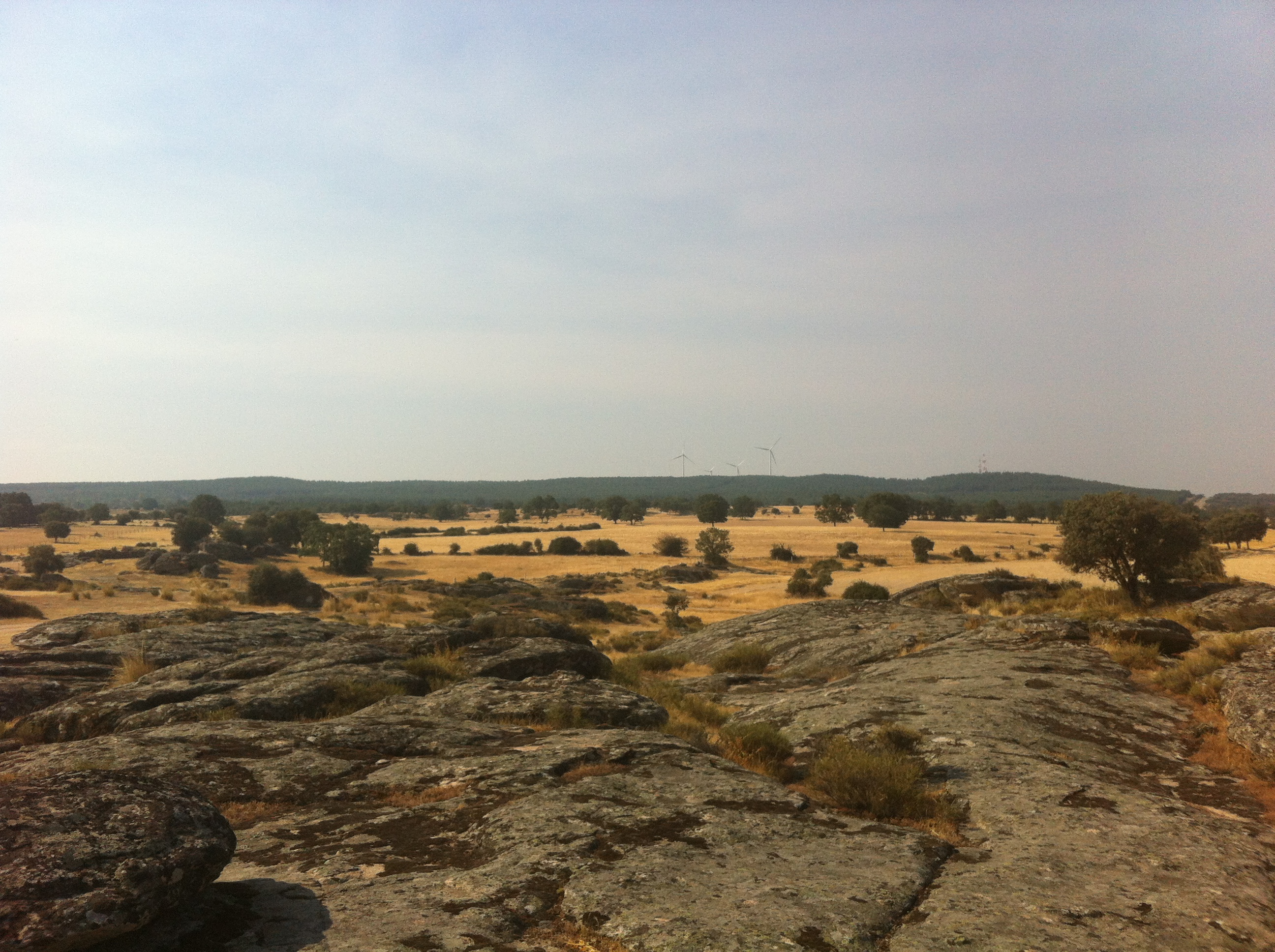
Paisaje del término de Peñausende, al fondo el pinar

Peñausende está situado en la zona sur de la provincia de Zamora, a 41°17′14″ N del ecuador y a 5°52′0″ O de Greenwich, distando 26 km de la capital zamorana. Perteneciente a la comarca de Sayago, encontrándose situada en el extremo sur de la misma, por lo que parte de su término municipal es limítrofe con la vecina provincia de Salamanca, en el territorio correspondiente a la denominada comarca de la Tierra de Ledesma.
| Noroeste: Tamame            | Norte: Tamame - Cabañas de Sayago | Noreste: Cabañas de Sayago |
| Oeste: Figueruela de Sayago |                                   | Este: Mayalde              |
| Suroeste Viñuela de Sayago  | Sur: Santiz (Salamanca)           | Sureste: Mayalde           |

Las peculiares características defensivas del término de Peñausende, unido a condicionantes económicos y políticos, convirtieron desde antiguo esta plaza en un importante cruce de caminos. De todos ellos, destacan especialmente las conocidas como calzada de Peñausende (ZA-305) y calzada de El Cubo del Vino (ZA-301). La primera, correspondiente con uno de los tramos de la Vía de la Plata a su paso por la provincia de Zamora, y que comunica Peñausende con la capital provincial y, en dirección contraria, con la villa de Ledesma en la vecina provincia de Salamanca. La segunda tiene su origen en la N-630 a su paso por El Cubo de la Tierra del Vino y, tras pasar por Mayalde, Peñausende y Fresno de Sayago, se dirige a Bermillo de Sayago.
Calidad medioambiental
La calidad del medioambiente en Peñausende, su lejanía de focos de contaminación, la ausencia de perturbaciones locales que puedan influir en mediciones atmosféricas, su distancia a otras estaciones, son algunos de los motivos que convirtieron a este municipio sayagués en una ubicación estratégica para la instalación de una de las estaciones de medición de la Red Española de EMEP/VAG/CAMP.
La estación de medición se encuentra ubicada en el paraje denominado Teso Santo, situado en la latitud 41° 17′ N, longitud 5° 52′ O y 984,31 metros de altitud. Las mediciones que aporta son consideradas como las propias de un espacio geográfico en condiciones naturales, y por tanto como referente nacional de calidad de aire y de precipitaciones.
Las mediciones obtenidas en las estaciones de esta Red nos permiten conocer los niveles de contaminación existentes en la región y, de paso, los elementos contaminantes provenientes de fuentes emisoras situadas a grandes distancias.
Relieve
Peñausende ocupa el espacio territorial más elevado de la comarca de Sayago y mantiene un ambiente opuesto al microclima de los arribes del Duero. Los pastizales de montaña y las pequeñas turberas que aparecen allí, han encontrado un refugio elevado, que les proporciona las condiciones ambientales de tiempos más fríos, cuando su área de distribución era mayor.

## Historia

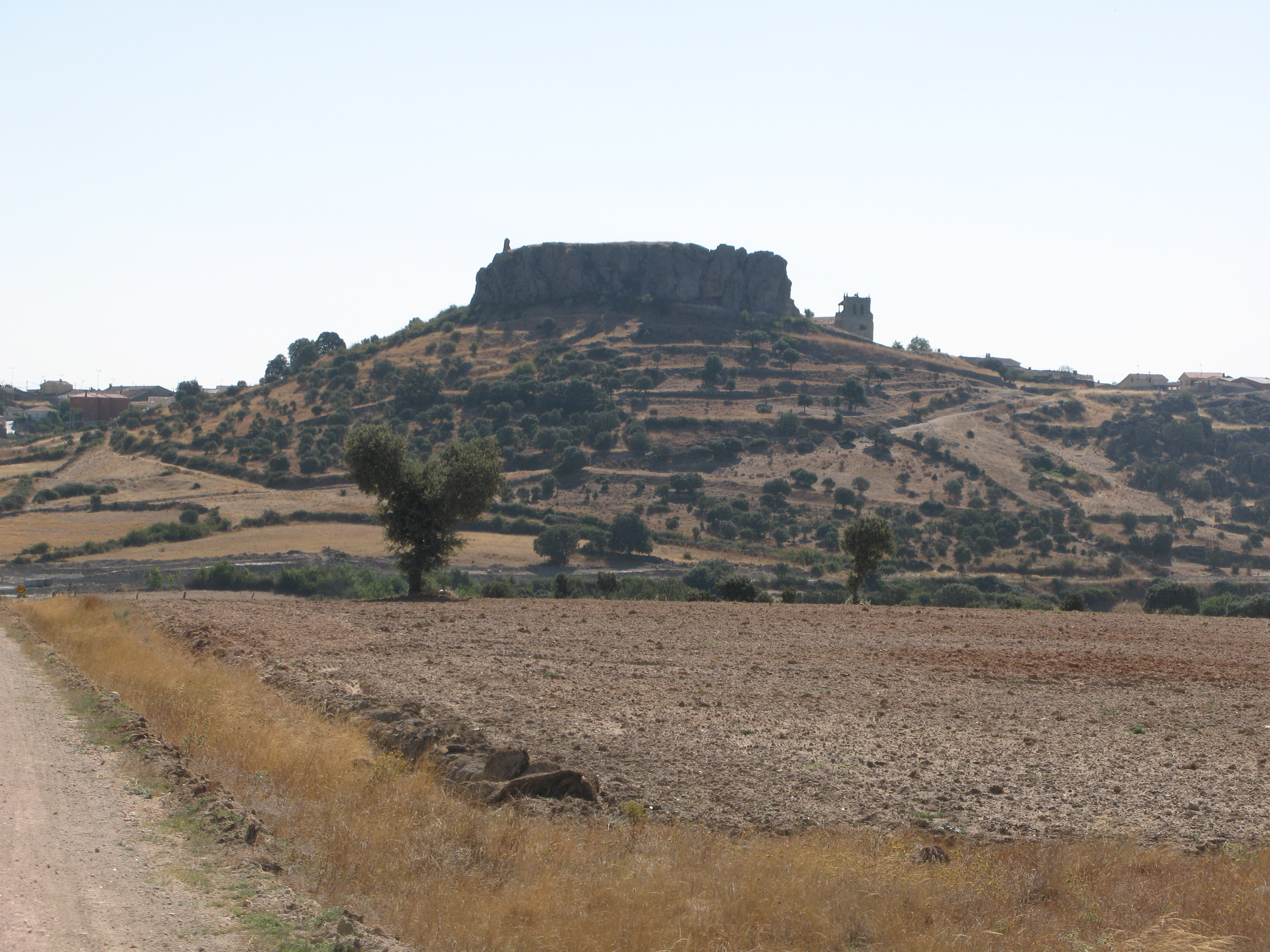
Vista desde Los Llanos

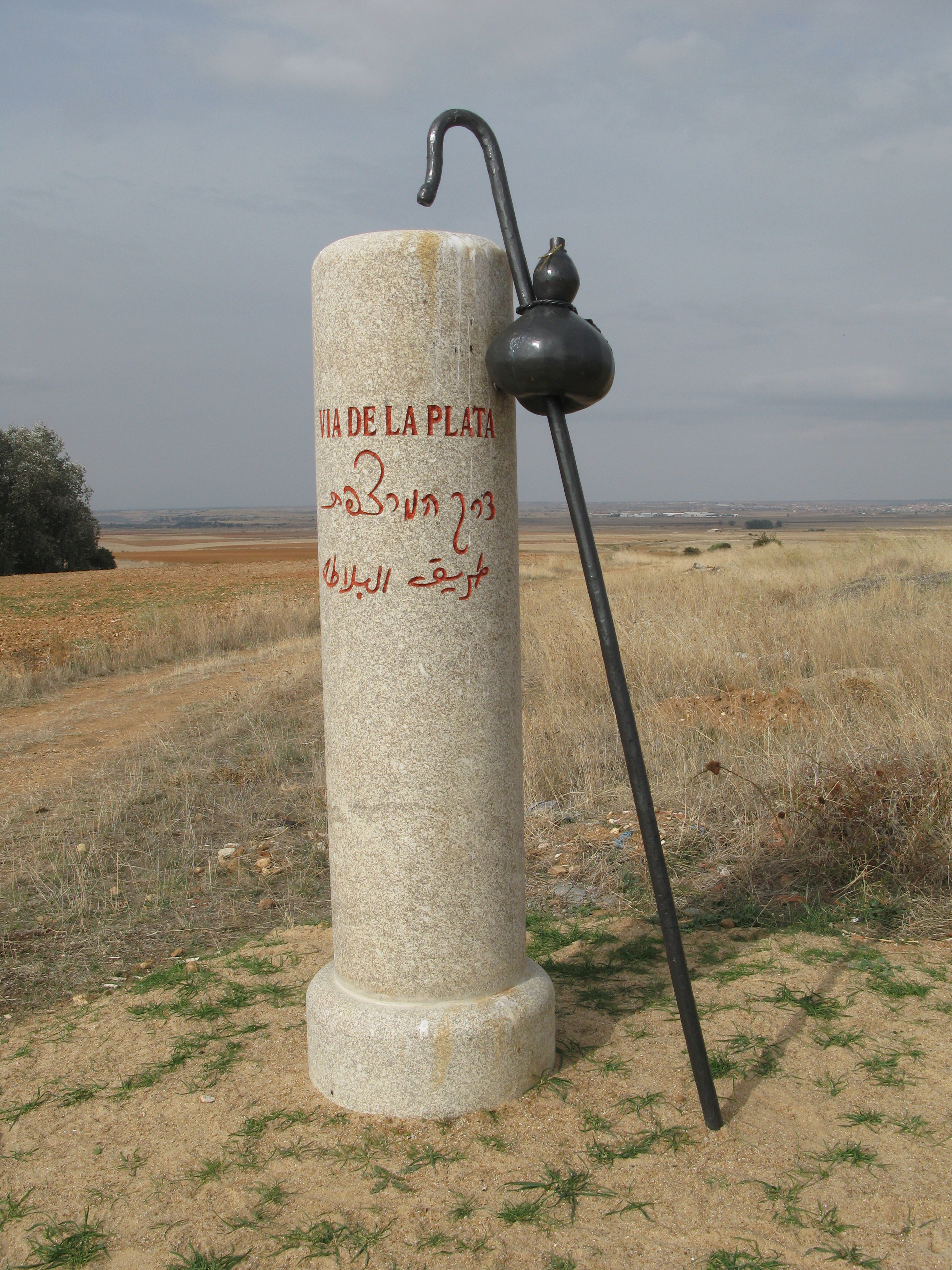
Monolito de la Vía de la Plata junto a la calzada de Peñausende

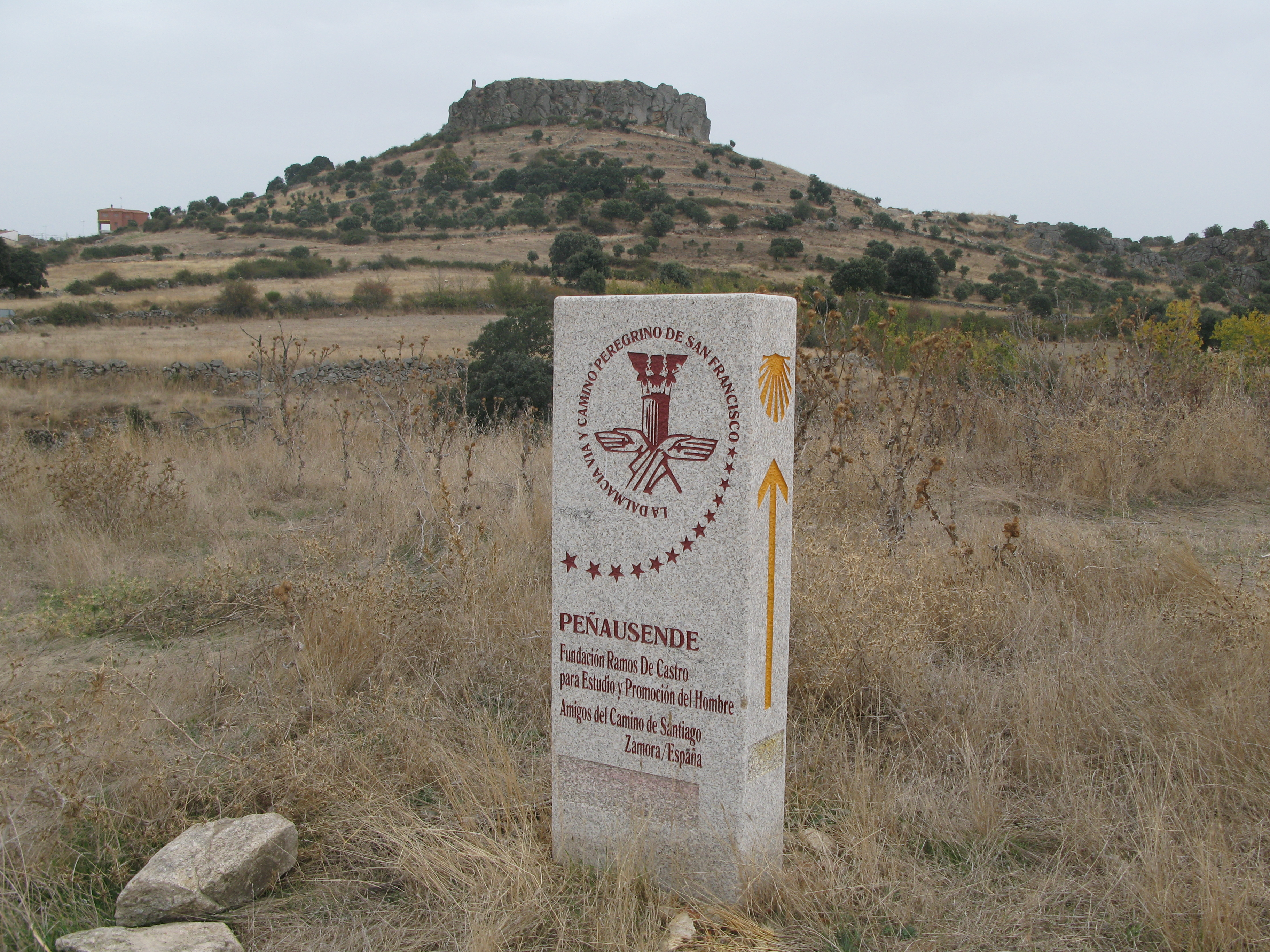
Monolito junto al puente de Los Llanos, al fondo los restos del castillo

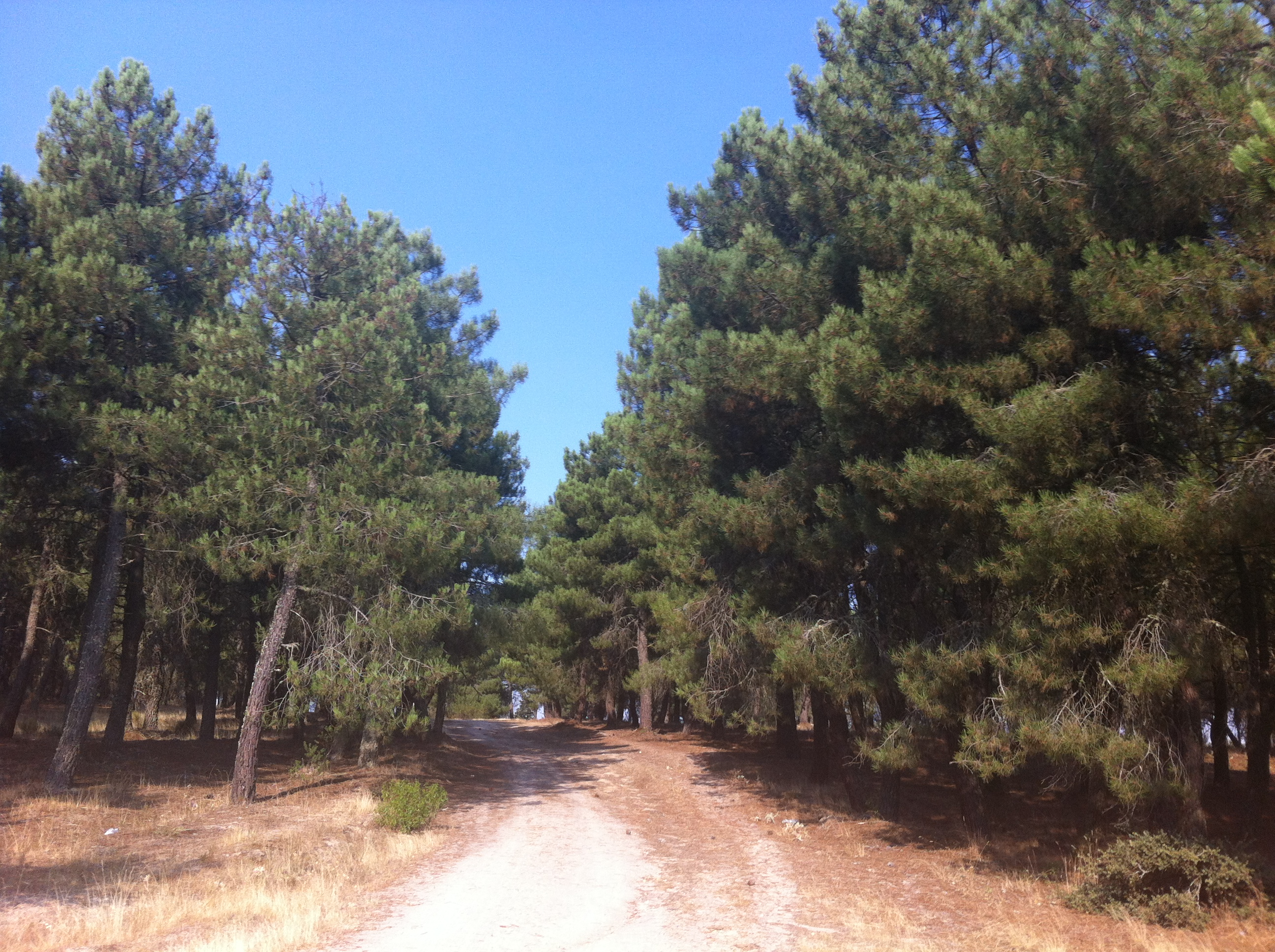
El pinar

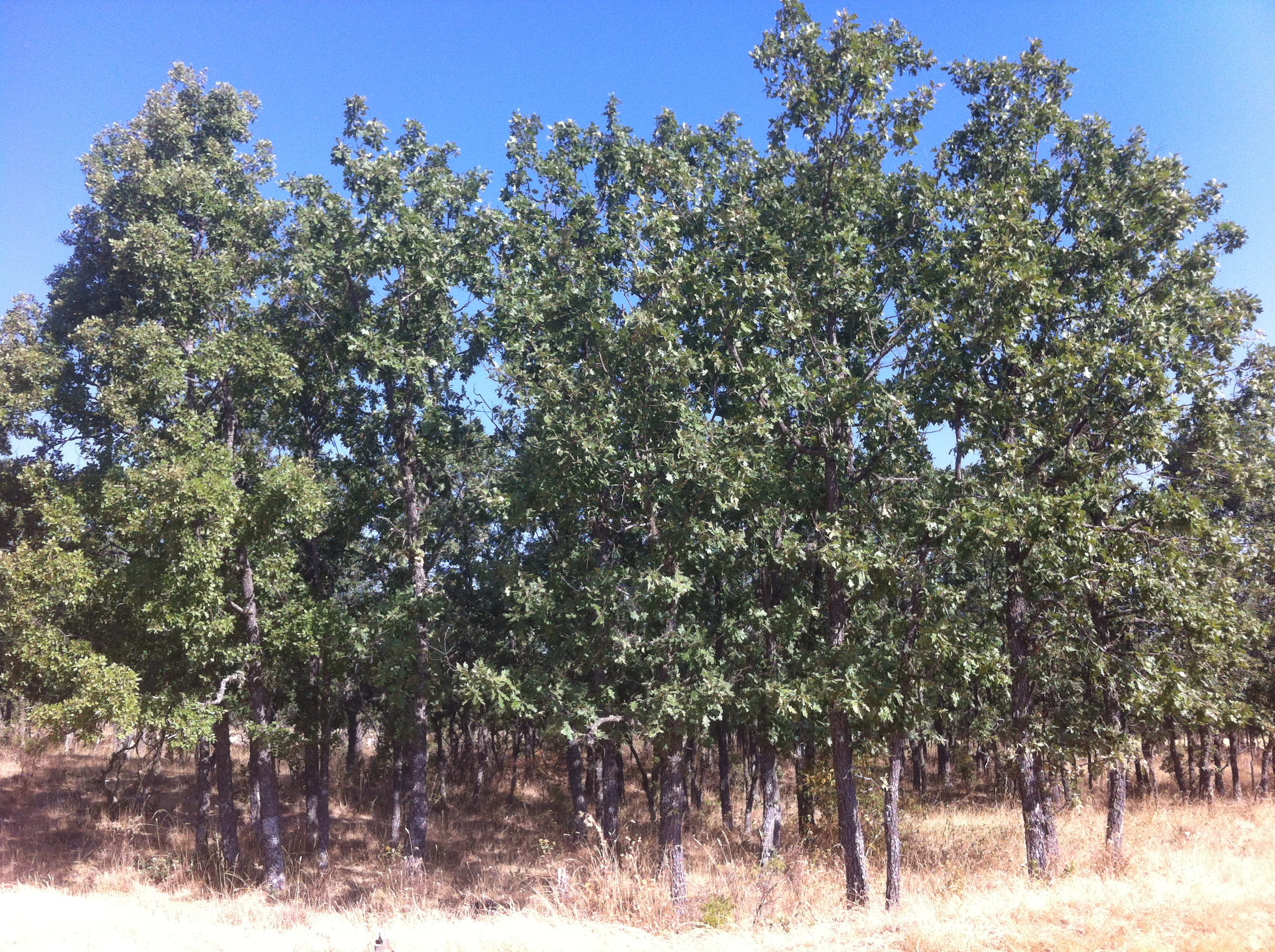
Uno de los robledales

### Prehistoria
El término municipal de Peñausende, y sus alrededores, cuenta con asentamientos humanos desde la prehistoria. Según Prada Llorente, en su término municipal han sido hallados restos de cerámica y de utillaje de las edades del Cobre y del Bronce, al igual que en otros municipios de la comarca de Sayago como Fariza, Fresno, Fermoselle, Cabañas, Moral y Carbellino.
Los estudios sobre toponimia ponen de manifiesto que Peñausende, al igual que otras poblaciones sayaguesas, son de origen prerromano, posiblemente vetón o vacceo. No obstante existen otras teorías que sitúan su origen en épocas posteriores.

### Época Romana
Durante la época romana surgen las primeras comunidades de cierta envergadura, como pueden ser Oscila (Fermoselle), Comeniaca (Cabañas) o Sibariam (de la que se desconoce su localización exacta, posiblemente Peñausende). El estudio de los restos existentes, pone de manifiesto que durante esta época no hubo una modificación sustancial del patrón indígena de castros.
Los romanos introdujeron sus calzadas, en esta zona básicamente de tierra y pequeños puentes de piedra para permitir el paso sobre arroyos o regatos. Posiblemente de esta época sea la calzada de Peñausende al igual que la calzada mirandesa. Actualmente se sitúa a Peñausende como una de las poblaciones por las que pasaba la Vía de la Plata, y por tanto en la principal vía de comunicación del occidente peninsular. Sobre este punto no existen más que referencias biográficas, las cuales siguen mayoritariamente el itinerario propuesto por Manuel Gómez-Moreno, prestigioso historiador y arqueólogo español que mantiene que este tramo comenzaría en la actual calle de San Jerónimo de la ciudad de Zamora y trascurriría por la actual calzada de Peñausende, básicamente coincidente con la antigua carretera ZA-313, actualmente ZA-305.

### Edad Media
Pocos vestigios son testigos del pasado altomedieval de esta localidad. Grande del Brio considera que serían de esta época, más probable que de la visigótica, las cavidades artificiales que se encuentran en el paraje del Reconco y en la cara occidental de la peña que da nombre a este municipio, y que el autor de referencia considera de uso cultural. Teniendo en cuenta los datos conocidos, sería un hábitat semirrupestre, muy ligado al punto central de Peñausende, aunque tampoco se puede desdeñar que se trate de silos. Se trata de oquedades de unos cinco metros de superficie, con muescas y rebajes para encajar soportes de cubierta en la parte occidental de la peña.
No existen prácticamente citas sobre la evolución de los asentamientos existentes en la comarca de Sayago durante la Baja Edad Media, aunque parece muy probable que los visigodos utilizaran las mismas vías de comunicación que habían promovido los romanos, dato inferido de la toma de Sibariam (Sabaria) por Leovigildo en el año 409.
Este es un periodo inmovilista, de supervivencia y de pervivencia del hábitat heredado, hecho que también se refleja durante la posterior arabización de Sayago, donde los castella son referidos a los lugares ocupados por los previos castros de Sayago, pero también de la Tierra de Ledesma y Trás-os-Montes o la Beira en Portugal. De entre los castella de la zona, parece como seguro que Peñausende, por sus peculiares características topográficas, fue uno de los principales puntos fuertes de control del territorio de la comarca de Sayago. De esa misma época también parecen ser las fortificaciones del Asmesnal y Fermoselle.
La victoria de Simancas (939) va a suponer un nuevo impulso en la reorganización del territorio más allá del río Duero. Por el oeste se va a repoblar el valle del río Tormes con gentes de León, destacando en este empeño la labor del obispo Oveco, con núcleos como Salamanca, Ledesma, Baños de Ledesma, Peñausende, Alhándega, etc. En la parte central es posible que se avanzara hasta Íscar y Olmedo. Y por el este serán dos los protagonistas de esta avanzadilla: Assur Fernández y Fernán González. La repoblación del valle del Tormes será documentada en la Crónica de Sampiro, en la que tras referirse a la campaña militar llevada a cabo por Ramiro II de León, y a continuación de la victoria de la batalla de Simancas, dice:

Deinde post II° menses azeiphan, id est excercitus, ad ripam Turmi ire disposuit, et ciuitates desertas ibidem populavit. Hae sunt: Salamantica, sedes antique castrorum, Letesma, Ripas, Balneos, Alphandiga, Penna, et alia plurima castellan/castella quod longum est praenotare.

La cita de la crónica de Sampiro hace referencia a que Ramiro II de León, dos meses después de terminado el ataque islámico, avanzó con su ejército hacia la ribera del río Tormes y nombra una serie de ciudades desiertas que decide repoblar, y entre ellas menciona, aparte de Salamanca, una ciudad con el nombre de Penna, localidad que algunos autores han identificado con Peñausende. A favor de esta identificación está el hecho constatado de que Peñausende está precisamente en el camino todavía existente de Zamora a Ledesma y que este fue el itinerario que fue seguido por Ramiro II en su avance. Además también se alega a favor que, en el 940, Peñausende ya era una plaza fuerte, fecha en la que otras posibles localidades, o localizaciones, no existían o eran pequeñas aldeas sin valor estratégico. En contra se alega que no es una de las localidades ribereñas de Tormes, si bien es cierto que no hay otro lugar con una toponimia denominada peña- en las cercanías.
Considerando que Peñausende es una de las localidades repobladas por Ramiro II; como se da hoy por prácticamente seguro, ésta formaría parte de la línea defensiva y de guerra, a un día de la Cordillera Central, considerada la auténtica frontera con las poblaciones del Ándalus. Además, el léxico utilizado por Sampiro, parece mostrar un rango entre las localidades: Salamanca o Ledesma serían civitates desertas (ciudades fortificadas), castra como grandes centros fortificados (en el caso de Peñausende, Baños y Alhándiga) y castella en la consideración de fortificaciones sencillas.
El cronista Lucas de Tuy, también se refiere a Peñausende (Penna) cuando dice:

Postea Aceyfa ad ripam fluminis Turmi uenit et ciuitates desertas ibídem populauit; hec sunt Salamantica, sedes antique castrorum, Letesma, Ripas, Balneos, Alphadego, Penna et alia plura, Fernando Gundissalui et Didado Munionis ei auxilium prebentibus et contra regem tirannidem parantibus.

La cita identifica de nuevo a Peñausende, esta vez relacionándola con el moro Azeyfa, personaje que actualmente se considera ficticio, al que el cronista le adjudicó erróneamente la repoblación de Peñausende –junto a las restantes localidades mencionadas, y una imposible alianza con díscolos condes castellanos.
En el año 1161, Fernando II de León otorga fuero propio a Ledesma, convirtiéndola en un señorío real de Villa y Tierra del que dependían 161 lugares, pueblos y aldeas. Para la delimitación de su alfoz en su vertiente norte, el propio fuero menciona que es límite de este territorio el Teso Santo, comprendido entre Santiz y Peñáusende.
Peñausende está situado en la Vía Dalmacia, camino que hunde sus raíces en la Edad del Hierro, posteriormente potenciado en la Hispania romana y que existió como una variante de la Vía de la Plata. Su itinerario ha sido discutido, existiendo como grandes referentes de su existencia el Puente de Alconétar (Garrovillas de Alconétar), considerado como punto de origen, desde donde conectaba con las sucesiva localidades de Cauria (Coria), Miróbriga (Ciudad Rodrigo), Bletisama (Ledesma) y Oceloduri. En el siglo XII dejó de ser un camino alternativo para convertirse en principal dado que desde la muerte de Alfonso VII de León la Vía de la Plata era la línea fronteriza y por tanto zona de guerra entre los reinos de León y de Castilla. De esta forma, la Vía Dalmacia adquirió una importancia capital para los planes de expansión del reino de León hacia el Tajo y de vertebración de su comunicación interna, motivo por el que el rey Fernando II de León construyó a lo largo de la misma una serie fortalezas inexpugnables como la de Peñausende, El Amesnal, Ledesma o Buenamadre, entre otras. De esta forma, la Dalmacia se convirtió en el camino de paso obligado en las campañas militares de leoneses contra los musulmanes situados al sur del reino y en una vía de comunicación segura por estar alejada de la peligrosa frontera con Castilla.

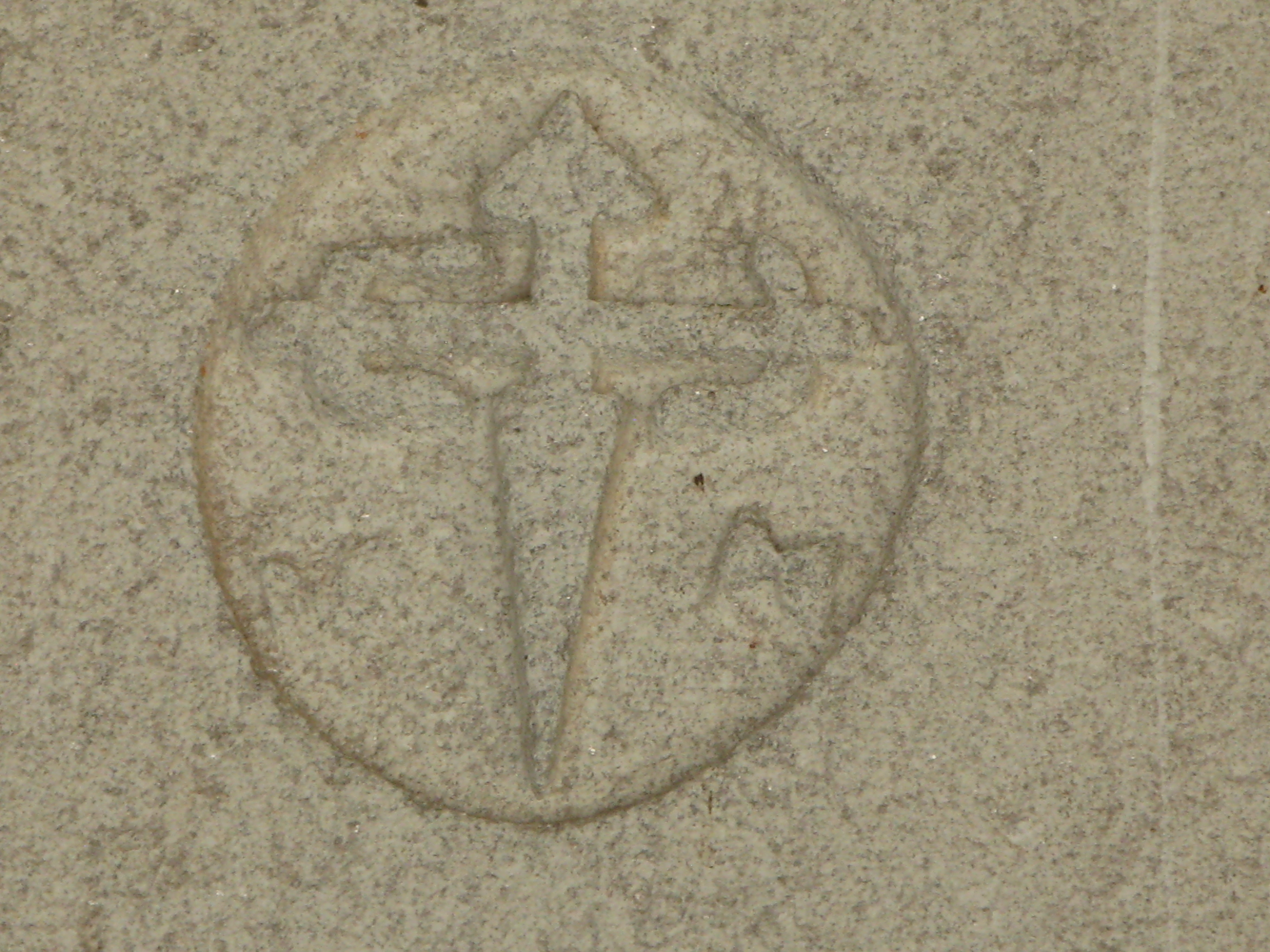
Cruz de Santiago en la iglesia
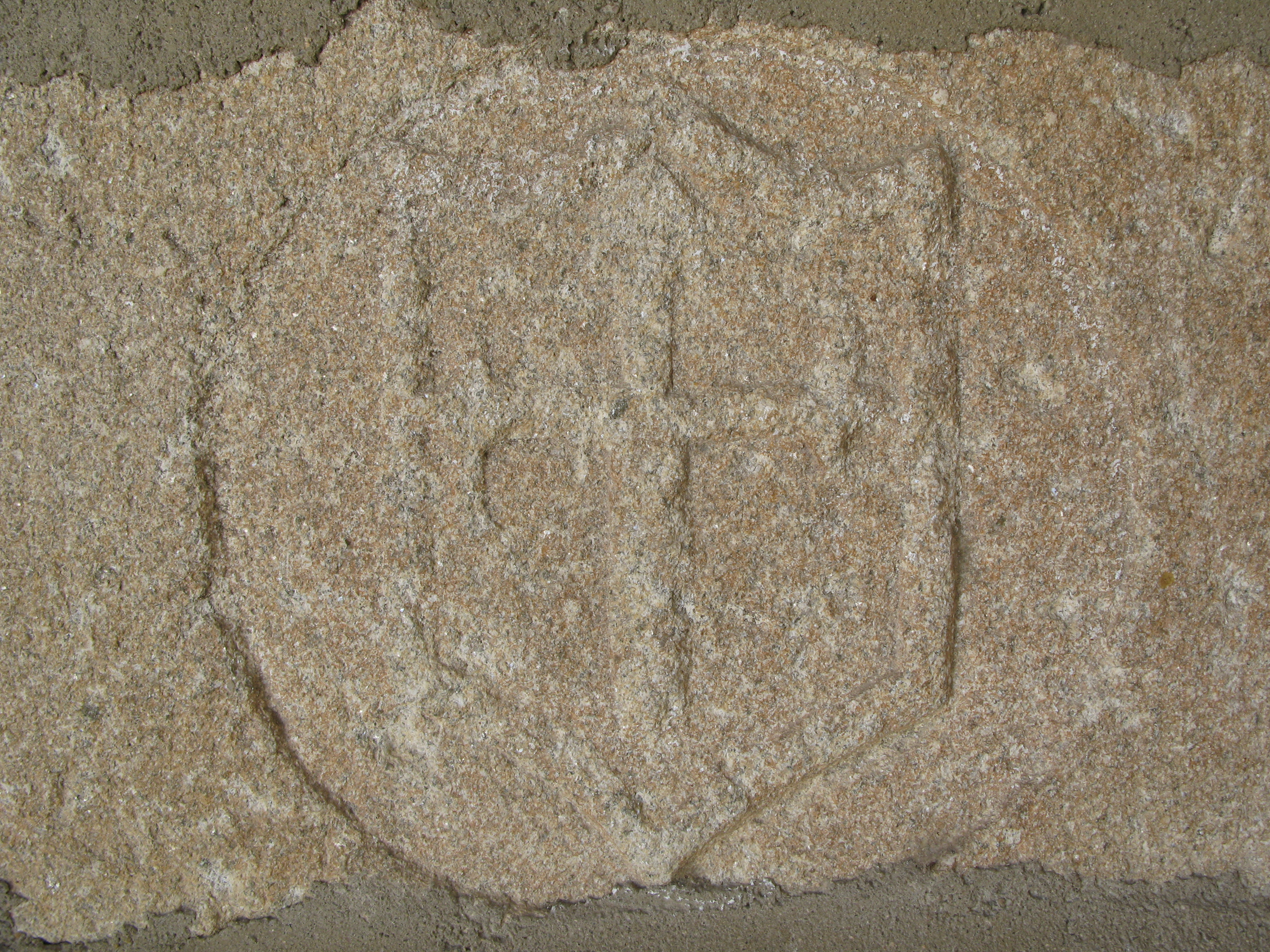
Cruz de Santiago en la iglesia
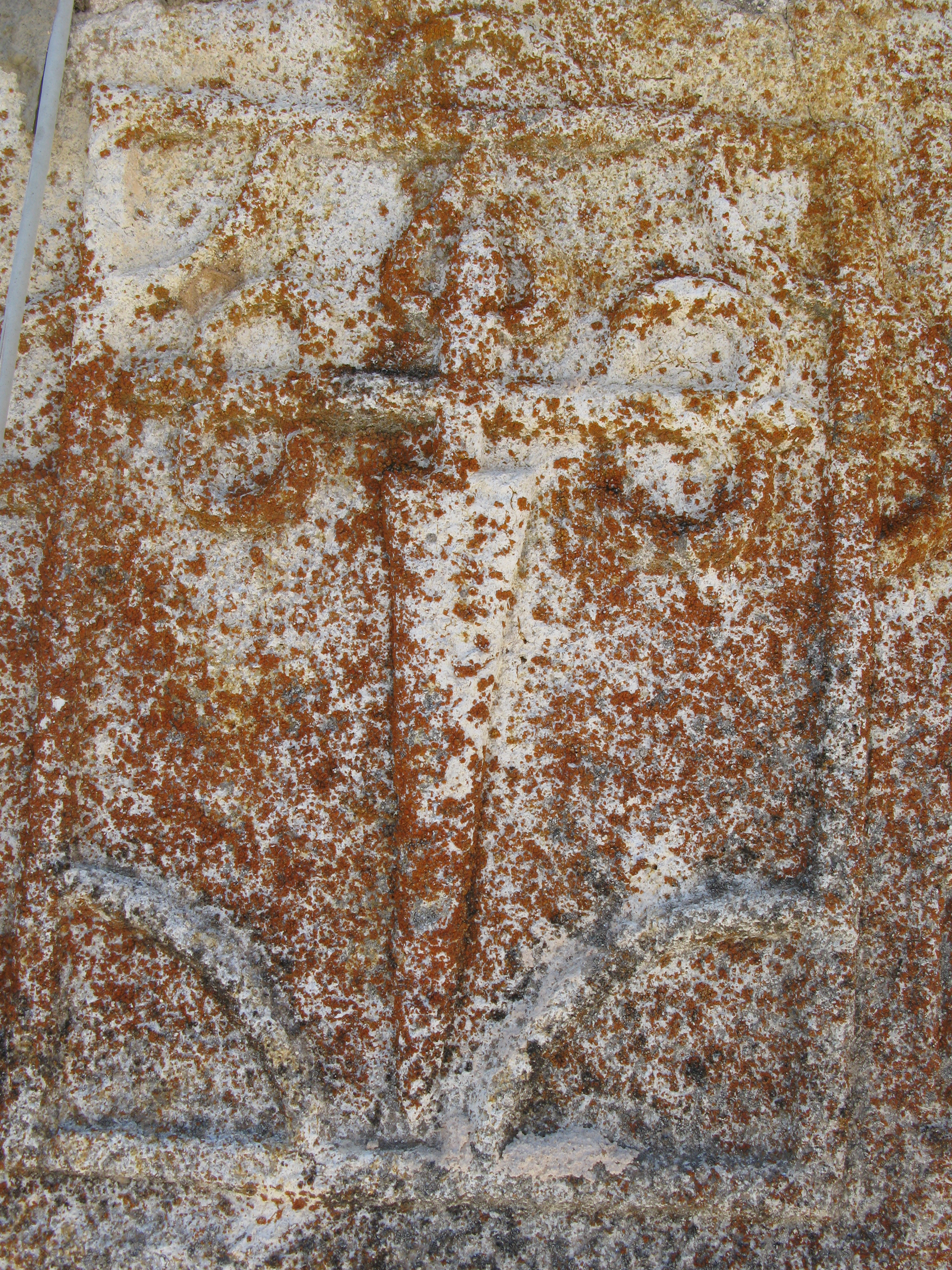
Cruz de Santiago en la casa del Cura

Las peculiares características defensivas de Peñausende llevaría a que fuera una de las ciudades desiertas que Alfonso III hizo repoblar cerca del Tormes o que en 1181 fuera donada a la Orden de Santiago, constituyéndose la encomienda de Peñausende, con lo que los santiaguistas, con su Comendador al frente, asumiría desde entonces el protagonismo político, eclesiástico y económico hasta la abolición de su jurisdicción en 1873, aunque empezaría a perder importancia desde finales del siglo XVI.
La división de Wamba, documento apócrifo de principios del siglo XII, señala a Peñausende, entonces Penna Gusendo, como uno de los límites de la diócesis de Zamora:

Ell obipado de Numancia, esta es Çamora, tenga por Penna Gusendo fasta Tormes o son los bannos de Val de Rey que yazen sobrel, et dalli fasta en Duero, e de Villalal fasta Oter de Fumus assi como ua acerca de Río Seco fasta Breto, e de Tauara fasta en Duero.

Matellanes Merchán confirma la existencia del castillo de Peñausende a comienzos del siglo XIV: Mediante un documento fechado el 12 de abril de 1326, Alfonso XI sale como fiador de su camarero y justicia mayor Alvar Núñez Osoria al que la Orden en su Capítulo General celebrado en marzo de ese año había donado el castillo de Peñausende.
El 6 de marzo de 1468, en el alcázar de Salamanca, los delegados maestrales obtienen el vasallaje del comendador de Peñausende, asegurándose de esta forma que «dicho señor maestre guardara e fara guardar realmente e con efecto al dicho comendador Juan de Soguino todos los privillegyos, libertades e eseticiones e vysytsciones e posesyones e qraçias e merçedes e buenos vsos e costunbres quel dicho comendador Juan de Soguino e la dicha villa e castillo de Peñausende e de la dicha su encomienda tengan de los señores maestres de Santiago antepasados».

### Edad Moderna y Contemporánea

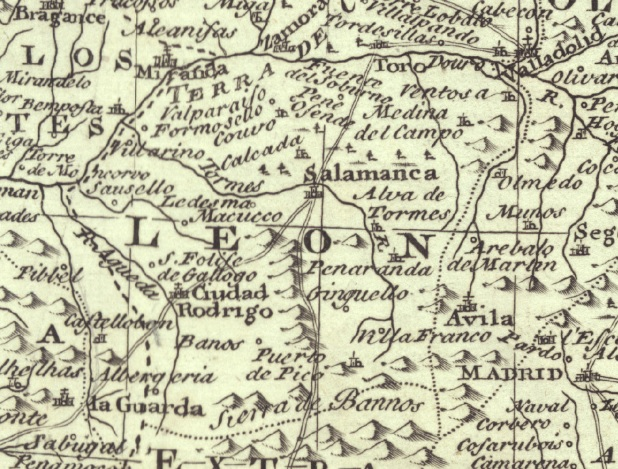
Detalle del mapa A new & accurate map of Spain and Portugal, realizado en 1780 por Eman Bowen, en el que se puede observar Peñausende, escrito como Pene Osende

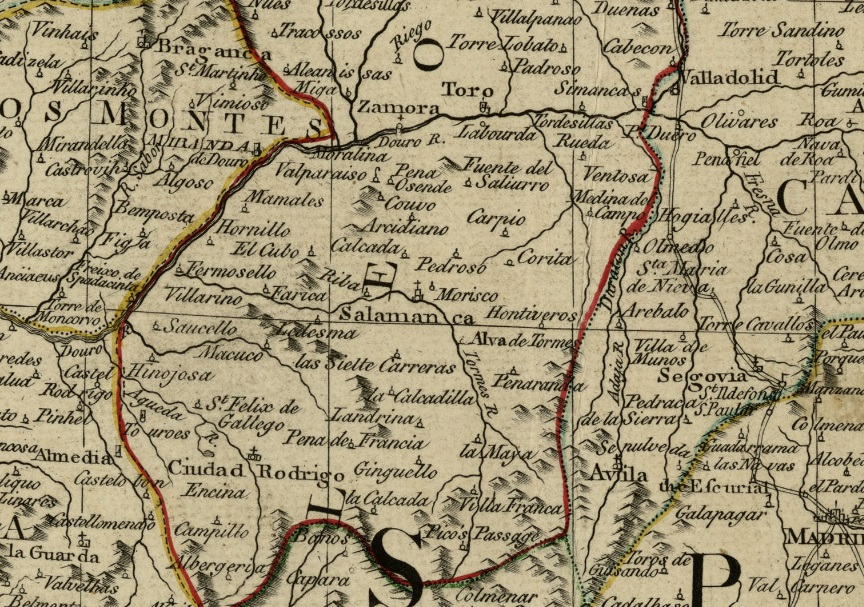
Detalle del mapa A new map of the kingdoms of Spain and Portugal with their principal divisions, publicado en 1794 por Laurie y Whittle, en el que se puede observar Peñausende, escrito como Pena Osende

La encomienda de Peñausende, adquirió una cierta relevancia dentro de la Orden de Santigo, tal y como demuestra el hecho de que en 1737, al ser nombrado comendador Ricardo Wall. Durante esta época, la encomienda tuvo adscritas las villas de Peñausende, Peralejos de Abajo, Saucelle, Saldeana y Barrueco Pardo.
En la edición de 1847 del Diccionario geográfico-estadístico-histórico de España y sus posesiones de Ultramar se recoge una referencia expresa a a la dehesa de la encomienda en la villa de Peñausende, cuando dice:

ENCOMIENDA (La): Dehesa en la provincia de Zamora, partido judicial de Bermillo de Sayago, término de Peñausende.

Martínez Díez hace referencia a la existencia en Peñausende de una casa templaria, aunque no llegó a constituir una encomienda por no tener la suficiente entidad como para establecer allí un comendador o baile. Esta casa de Peñausende fue atacada por un grupo de vecinos de Zamora, que causaron en ella grandes destrozos.
La dominación santiaguista sobre Peñausende se prolongó durante aproximadamente siete siglos. Por este motivo, algún autor ha propuesto que si esta localidad tuviera que elegir en el futuro un lema identificativo, este debería ser «igualdad y libertad», dada la lucha que sus habitantes mantuvieron durante setecientos años para sacudirse del yugo de la encomienda de la Orden de Santiago.
A Peñausende le tocó vivir su particular capítulo de la guerra de la Independencia española el 12 de enero de 1809, día en el que los franceses atravesaron la localidad en su camino desde Zamora a Ledesma, con la posible intención de dirigirse hacia Portugal. Esta no fue la única huella, en cuanto que desde aquella época se conoce como Hoyo del Francés a uno de sus parajes, en cuanto que allí fue enterrado un soldado napoleónico que fue degollado por abusar de una pastora de la localidad, situación que llevó al retén del destacamento francés a fusilar a tres vecinos del pueblo en busca de su autor y de paso amedrantar al resto de vecinos.
Existe una descripción de cómo era el edificio del ayuntamiento de Peñausende a comienzos del siglo XIX. La misma se debe a la encuesta que realizó la Chancillería de Valladolid para valorar la situación real en la que se encontraba la red carcelaria. Por aquel entonces, la villa de Peñausende contó con una cárcel que sirvió como depósitos de los prisioneros de su jurisdicción y que además fue fin de etapa de la denominada cuerda de presos, es decir, en ella paraban los que eran desplazados entre Zamora y Ciudad Rodrigo. La cárcel formó parte del conjunto de instalaciones que tuvo la casa del concejo y que fue de apreciables dimensiones, ya que tuvo unos 300 m². El edificio en el que se encontraba, disponía de dos altura. La planta alta se destinaba a sala del ayuntamiento y la baja a calabozos, dependencias del carcelero y una sala para las carnicerías (esta última con entrada independiente). El edificio estuvo precedido por un portal alargado, en el que se reunían y deliberaban los representantes de la localidad; seguidamente había una pequeña estancia de la que partía una escalera que enlazaba con el piso superior. A ambos lados de la escalera se situaban los calabozos que, como en otras cárceles del momento, se encontraban muy deterioradas tras el paso de las tropas francesas. Se indicaba que las reparaciones necesarias para la puesta al día de la cárcel, según estimaban los justicias, podrían costar 9.000 y 10.000 reales, dinero del que en ese momento no disponían. El alcaide de la cárcel de Peñausende tenía un sueldo de 300 reales, dinero que previamente era recaudado por la localidad por arrendar durante el invierno unos pastos.
Con la creación de las actuales provincias en 1833, Peñausende quedó encuadrado en la provincia de Zamora, dentro de la Región Leonesa, la cual, como todas las regiones españolas de la época, carecía de competencias administrativas. Un año después Peñausende fue adscrito al partido judicial de Bermillo de Sayago.
Peñausende también fue cuna de bandoleros, como fue el caso de José Rodríguez Gáname, alias El Portugués. Las fechorías de su banda llegaron a tener relevancia a nivel nacional tras la noche del 20 de noviembre de 1882, fecha en la que protagonizaron una espectacular fuga de la cárcel de Ledesma, en la que estaban presos por delitos de «muerte y conato de robo» tras haber sido sentenciados a penas superaban los diecisiete años de presidio.
A finales del siglo XIX el castillo de Peñausende se encontraba abandonado a su suerte, tal y como describe Fernández-Guerra:

Todo el mundo sabe que en España no hay restos de castillo, de torre ni de muro, que no represente los heroicos esfuerzos de nuestros padres durante la gloriosa época de la reconquista; y sin embargo, aquellos monumentos han desaparecido, no por incuria ni por afán de destruir, sino porque lo han exigido las necesidades de los pueblos, que para extenderse han tenido que ocupar los solares de los castillos y de las fortalezas; y porque los hechos gloriosos que unos y otros representaban, consignados están en la historia, que es un recuerdo vivo é imperecedero, bastante por sí solo para mantener inextinguible el fuego sagrado del orgullo nacional... ¿Qué queda de los castillos de Peñausende, de Castrotorafe, de Fermoselle, de Torrefrades y otros cien puntos de esta provincia? Grandes montones de piedra que los vecinos de los pueblos inmediatos utilizan para construir sus viviendas, sin que por eso se olviden, porque la historia se lo enseña, que fueron un día la línea de defensa de las fronteras del reino de León, y que en ellos se estrelló más de una vez el furor de las huestes agarenas.

Tras la constitución de 1978, Peñausende pasó a formar parte en 1983 de la comunidad autónoma de Castilla y León, en tanto municipio adscrito a la provincia de Zamora. En 1983, tras la supresión del partido judicial de Bermillo de Sayago, Peñausende fue integrado en el actual partido judicial de Zamora.
Despoblados
En su término se han detectado hasta cinco despoblados:
- Cabeza Anfrela: sobre su nombre se sugiere un origen visigodo, seguramente Fruela. En este paraje han sido encontrados sarcófagos de piedra
- Las Tejoneras
- Los Vivales: donde aparecieron molinos redondos
- Val de Pedro Miguel: situado entre el arroyo de la Ribera y el camino de los Poyos. Aquí también han aparecido tégulas.
- Teso Santo, antiguamente conocido como Teso del Santo o de la Víbora. Puede deber su nombre a que en el pasado hubo una ermita y un pequeño asentamiento, hoy desaparecidos. En la cima del cerro se han encontrado tégulas, prerromanas y romanas. Su posible ocupación pudo venir de la mano de encontrarse en la bifurcación que en este punto existió, dado que es el lugar en el que la calzada de Ledesma a Toro, también llamado camino de los Contrabandistas, se separaba de la calzada de Ledesma a Zamora.[44] En la actualidad es lugar de máxima altura de la comarca de Sayago, motivo por el que en él se han instalado diversas antenas y cuenta con uno de los vértices geodésicos del Instituto Geográfico Nacional del Ministerio de Fomento.[45] Además, también cuenta con una estación meteorológica perteneciente a la Red Española EMEP/VAG/CAMP para la medición medioambiental.

## Geografía humana

### Demografía
Cuenta con una población de 375 habitantes (INE 2024).
| Gráfica de evolución demográfica de Peñausende entre 1842 y 2021 |
| |
| Población de derecho según los censos de población del INE Población de hecho según los censos de población del INEEntre el censo de 1981 y el anterior, crece el término del municipio porque incorpora a 49070 (Figueruela de Sayago) y 49215 (Tamame) |

### Pirámide de población
La pirámide de población de Peñausende muestra una situación de envejecimiento, como consecuencia del éxodo rural que padece el municipio desde comienzos del siglo XX y que se agudizó en las décadas de los sesenta y setenta del mismo siglo. Además, refleja una drástica reducción de la tasa de natalidad o la situación desequilibrada de alguno rangos de sexo y edad, como el alto porcentaje de varones con edades comprendidas entre los 45 y 49 años o de mujeres entre los 75 y 79 años. En general, la población activa, es decir, la compuesta de personas entre los 18 y 65 años, es el grupo más numeroso con el 50,72 % del total. El grupo de la tercera edad, es decir, los mayores de 65 años, es el segundo grupo en número con un 39,26 %. Por último, el grupo de menores de edad muestra una situación de reducido peso específico, al representar un 10,02 % del total, lo que trasluce una baja posibilidad de relevo generacional.

### Evolución demográfica
La evolución demográfica de Peñausende, tiene un primer dato documentado en el Censo de Pecheros de Carlos I (1528), en el que esta localidad aparece mencionada como Peña Gusenda, con 110 vecinos pecheros y un pago de 7760 maravedíes. El censo de la Corona de Castilla de 1591 refleja un cierto crecimiento al fijar para esta población un total de 144 vecinos, divididos en 142 pecheros y 2 del clero. Este último censo establece que son 20.313 los vecinos de la provincia de Zamora (no incluye los 10.624 vecinos aportados por la entonces provincia de Toro). Además, el citado documento incluye datos de otros municipios de su provincia, como es el caso de Zamora con 1695 vecinos o el de Fermoselle con otros 583.
Otra fuente para conocer los censos de población de Peñausende, son los datos aportados por el INE que con respecto a Peñausende aporta los siguientes datos:
| Población de hecho   | -   | 1242 | 1344 | 1306 | 1353 | 1249 | 1283 | 1267 | 1158 | 903  | 972  | 1015 | 894 | 661 | 784 | 548 | -   |
| Población de derecho | 972 | -    | -    | 1367 | 1419 | 1392 | 1415 | 1472 | 1351 | 1078 | 1009 | 1029 | 915 | 668 | 796 | 637 | 584 |
| Hogares              | 240 | 350  | 343  | 394  | 419  | 420  | 419  | 421  | 391  | 318  | 284  | 260  | 260 | 211 | 262 | 239 | 244 |

Comentarios a la tabla:
1. Entre el censo de 1981 y el anterior, crece el término del municipio porque incorpora a Figueruela de Sayago y Tamame.
2. El guion - significa que falta el dato o es inexistente.
3. En el censo de 2001 la población que aparece es la población residente, equivlente a la de derecho.
4. La línea de hogares recoge conceptos parecidos pero no idéntico en cada censo.

### Núcleos de población
El municipio de Peñausende cuenta con una superficie de 95,02 km² y tres núcleos de población: Figueruela, Peñausende y Tamame.
| Núcleo de población  | Población |
| -------------------- | --------- |
| Peñausende           | 313       |
| Tamame               | 61        |
| Figueruela de Sayago | 17        |

### Economía
Sus principales actividades económicas son del sector primario, con explotaciones agrícolas de secano y numerosas ganaderías ovinas, porcinas y de vacuno. Cuenta con la presencia de empresas del sector minero, hostelero, turístico, construcción, transporte y del comercio.
Caolín

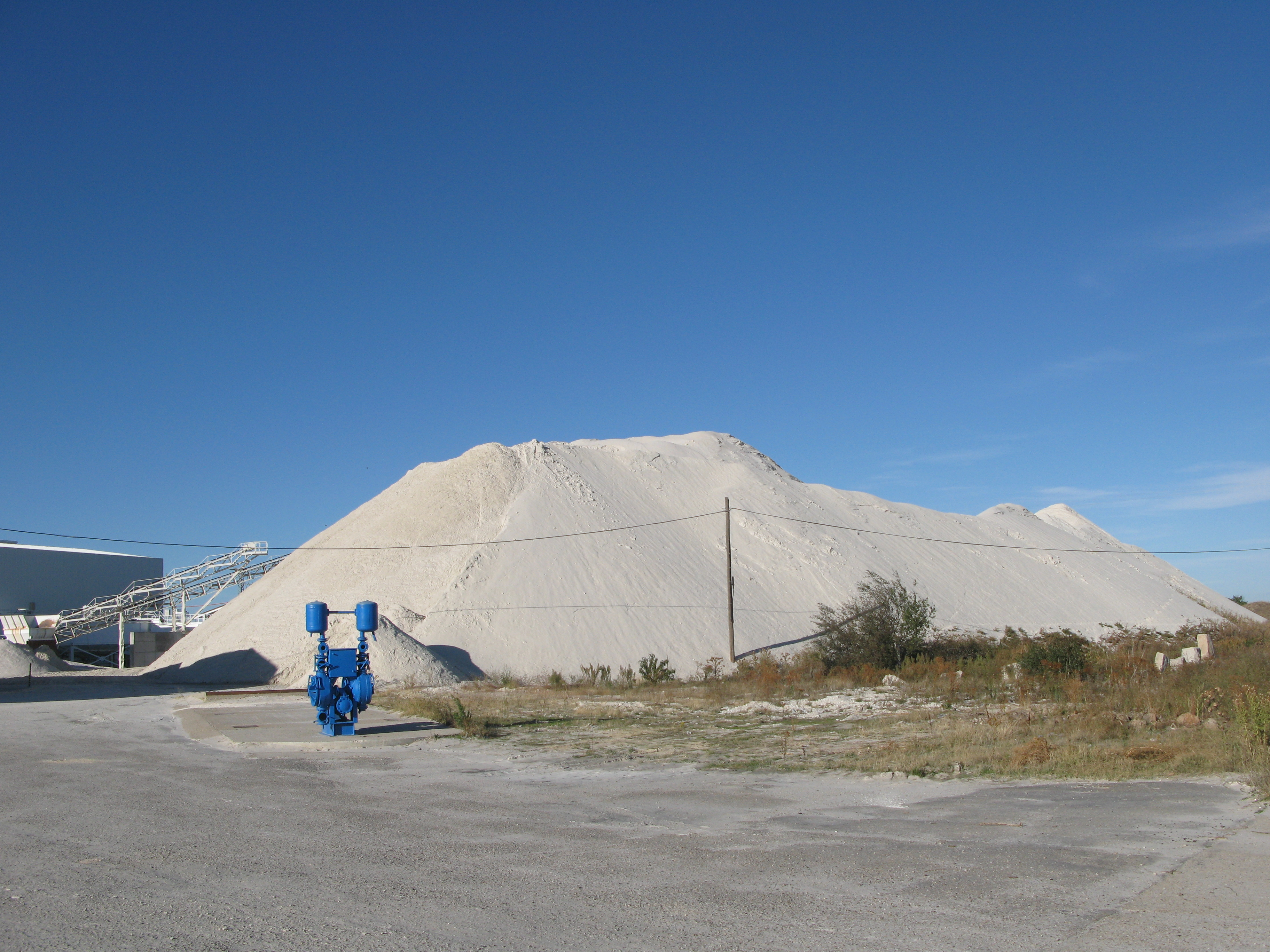
Caolinita de Peñausende

El popular barro blanco de Peñausende y de Tamame, ha sido y es una fuente de recursos para el municipio. La popular expresión de «el barro blanco de Peñausende, un burro lo saca y ciento lo venden» es muestra de una actividad que durante siglos movilizó a numerosos peñausendinos. Éstos, en el pasado, salieron con sus carros a vender el barro blanco que previamente habían extraído de su tierra. Las precarias infraestructuras de transporte y de medios de comunicación de la zona, condicionaron sobremanera su distribución. Los compradores de este producto se situaron, principalmente, en las cercanas localidades y dehesas de Sayago, de la Tierra del Vino y de la Tierra de Ledesma, estas últimas de la vecina provincia de Salamanca. El caolín, o barro blanco, permitió a todos ellos blanquear el interior de sus casas, aunque también era utilizado para aclarar el barro rojo utilizado en la fabricación de tejas, entre otros usos.
En la actualidad se continúa extrayendo caolín de la veta que se sitúa en Peñausende y su vecina pedanía de Tamame. La nueva y moderna explotación minera se situó finalmente en la localidad de Tamame a principios de los noventa. El caolín obtenido es blanco, inerte, plástico y refractario, por lo que se emplea principalmente en la industria como carga para papel, como cerámica de pasta blanca (baldosas, loza, porcelana y sanitarios) y para la elaboración de productos refractarios. En esta explotación también se obtienen subproductos como arenas silíceas, mica, arcilla caolinítica y bentonita. Este último mineral, tras ser oportunamente procesado, se destina mayoritariamente al mercado de absorbentes domésticos, del que la cama para gatos es un claro ejemplo.
Canteras

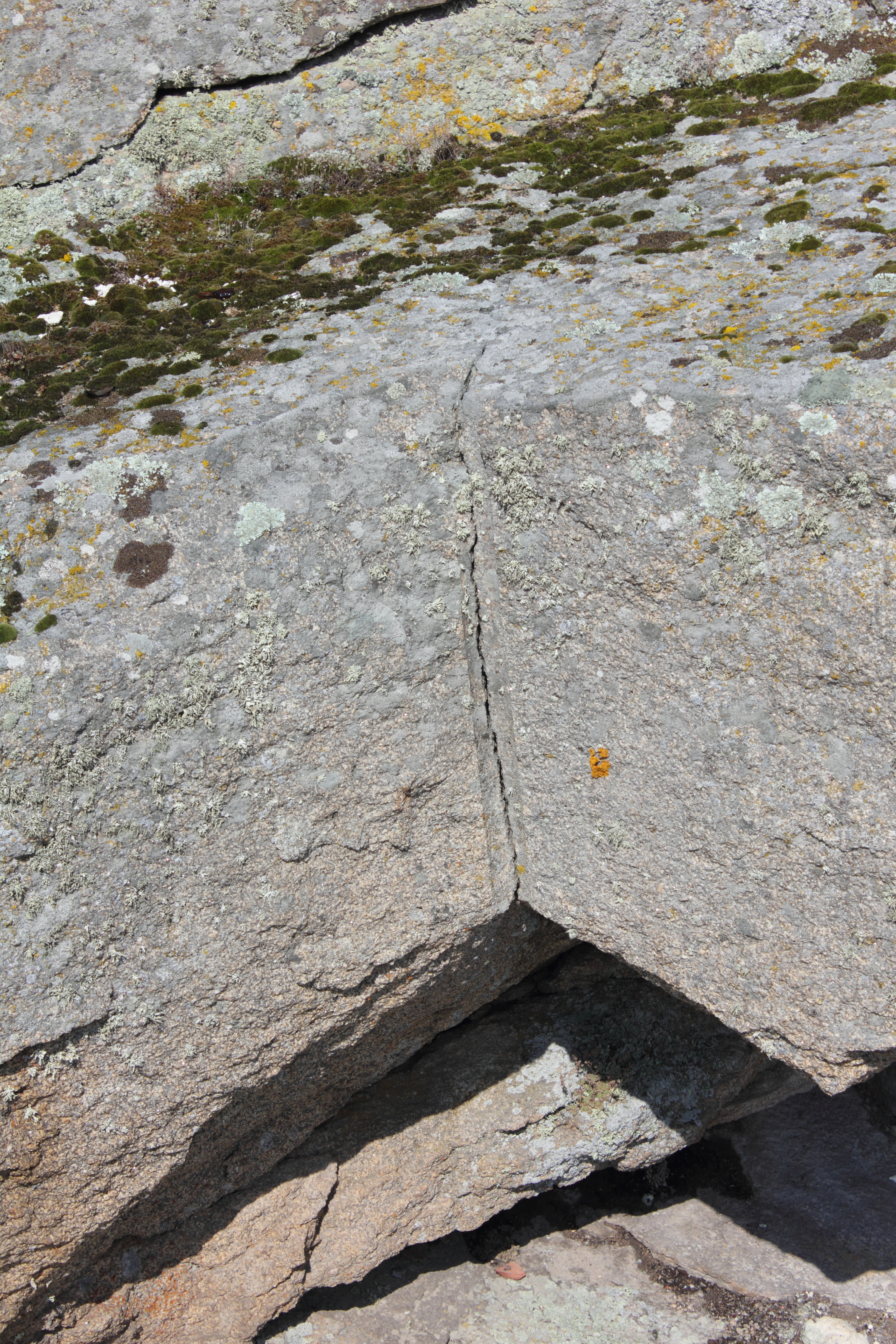
Antigua cantera de granito de Peñausende. Su piedra fue extraída para la construcción de edificios emblemáticos como el ayuntamiento viejo de Zamora, el atrio de la catedral de Zamora con columna de abundante vaugneritas o el edificio del Colegio Universitario de Zamora

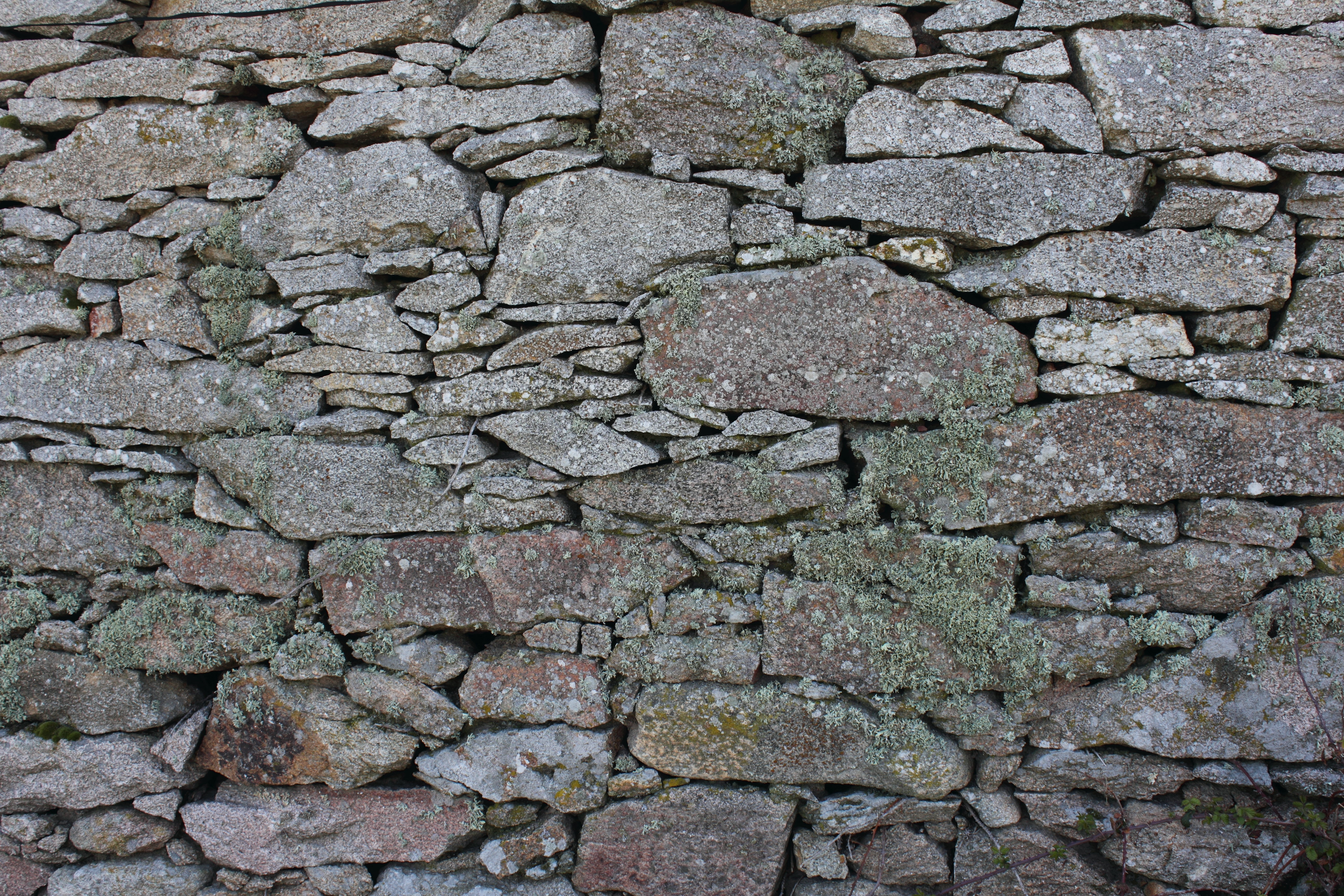
Pared de una vivienda tradicional

La documentación bibliográfica muestra que la piedra natural de Peñausende, junto con la de Arcillo, han sido habitualmente utilizadas en la edificación de numerosos monumentos de la ciudad de Zamora e incluso de la provincia de Zamora, al menos desde el siglo XVI.
El granito de Peñausende se extraía de una zona que forma parte de los niveles silicificados situados en el borde del basamento, afectando en este caso a los leucogranitos equigranulares del Domo del Tormes. Las canteras de esta piedra natural, abarca un amplio territorio de la parte oriental de la comarca de Sayago, habiendo sido identificados por los expertos tres zonas bajo la denominación de granito de Peñausende: la de Mogátar, la de Sobradillo de Palomares y la propia localidad de Peñausende, además de otras zonas de menor explotación en La Tuda y Tamame.
Las canteras existentes muestran que hubo una explotación masiva con sucesivas bancadas en vertical bastante regulares. Se estima que de estas tres aéreas se extrajo más de 22.000 m³, reflejo de su abundante utilización hasta mediados del siglo XX, tanto en la capital provincial como en otras edificaciones de la provincia.
| Datos de las canteras                                    | Mogátar | Sobradillo | Peñausende | Total   |
| -------------------------------------------------------- | ------- | ---------- | ---------- | ------- |
| Superficie aproximada de la zona silicificada (m²)       | 35 000  | 67 000     | 87 000     | 189 000 |
| N.º de labores de explotación                            | 15      | 3          | 20         | 38      |
| Superficie aproximada de las labores de explotación (m²) | 5000    | 2500       | 8900       | 16 400  |
| Volumen estimado de piedra extraída (m²)                 | 6570    | 6640       | 9660       | 88 870  |

Las canteras de esta localidad se extiende desde apenas 150 m del casco urbano en dirección noreste, ocupando un altiplano de unas 9 ha en torno a los 900 m de altitud. La mayor parte de las cantareras se sitúan en las cercanías del castillo, a fin de aprovechar la erosión, la fragmentación y el desprendimiento de los bloques de granito. Además, se encuentran diseminadas en una superficie relativamente elevada (unas 0,89 ha) y en las que se extrajo un volumen estimado de piedra no excesivamente elevado (unos 9.660 m³). En general, se divisan labores muy superficiales, con un espesor que no suele superar los 2 m. La información obtenida en su conjunto, hace suponer que las explotaciones peñausendinas son más antiguas que las de las localidades vecinas de Mogtar y Sobradillo de Palomares.
Del análisis de las canteras, se extrae la conclusión de que su explotación se debió de realizar casi siempre de forma manual, como muestran las huellas de picadas en cada hilada, a menudo con disposición en espiga. En las explotaciones más modernas, se observa los surcos derivados de la utilización de barrenos.
El granito de Peñausende se caracteriza, al igual que el de Sobradillo de Palomares, por su mayor tonalidad blanca, mientras que el de Mogatar predomina el color beige debido a la abundante silicificación. Las propiedades y la textura de estos granitos son comparables de alguna manera a las de las areniscas. Sin embargo, las labores de talla se ven algo dificultadas por la facilidad a desgranarse, aún más que las propias rocas sedimentarias.
No obstante, dadas las propiedades del granito de Peñausende y su buena adecuación a las necesidades de la construcción, ha sido uno de los principales motivos de su abundante explotación, pese a su relativa lejanía, tanto de Zamora como de otras localidades de la provincia, como Toro, en las que fue frecuentemente utilizada en edificios civiles y religiosos.
Los granitos alterados del área de Peñausende se reconocen bien en los monumentos mediante el brillo producido por la moscovita. Algunos de los ejemplos de su utilización en la construcción son el ayuntamiento viejo de Zamora, el atrio de la catedral de Zamora con columna de abundante vaugneritas o el edificio del Colegio Universitario de Zamora. Destaca la portada norte de la catedral de Zamora, construida casi por completo con piedra de Peñausende, incluidos ciertos elementos como los capiteles.
Viticultura
Peñausende es tierra de frontera, en su término se conjugan características geográficas y tradiciones de la Tierra de Ledesma, de la Tierra del Vino y de Sayago. Consecuencia de su mestizaje son la existencia de ciertos elementos diferenciadores dentro de su propio carácter sayagués, como es el hecho de su notable e histórica tradición vitivinícola, similar a la de cualquiera de los municipios vecinos de la comarca de la Tierra del Vino. Este último hecho le ha supuesto su integración dentro del ámbito territorial que actualmente conforma la denominación de origen de Tierra del Vino de Zamora, creada tras la publicación en el BOCYL de 27/04/2007 de la Orden AYG/782/2007.
Turismo

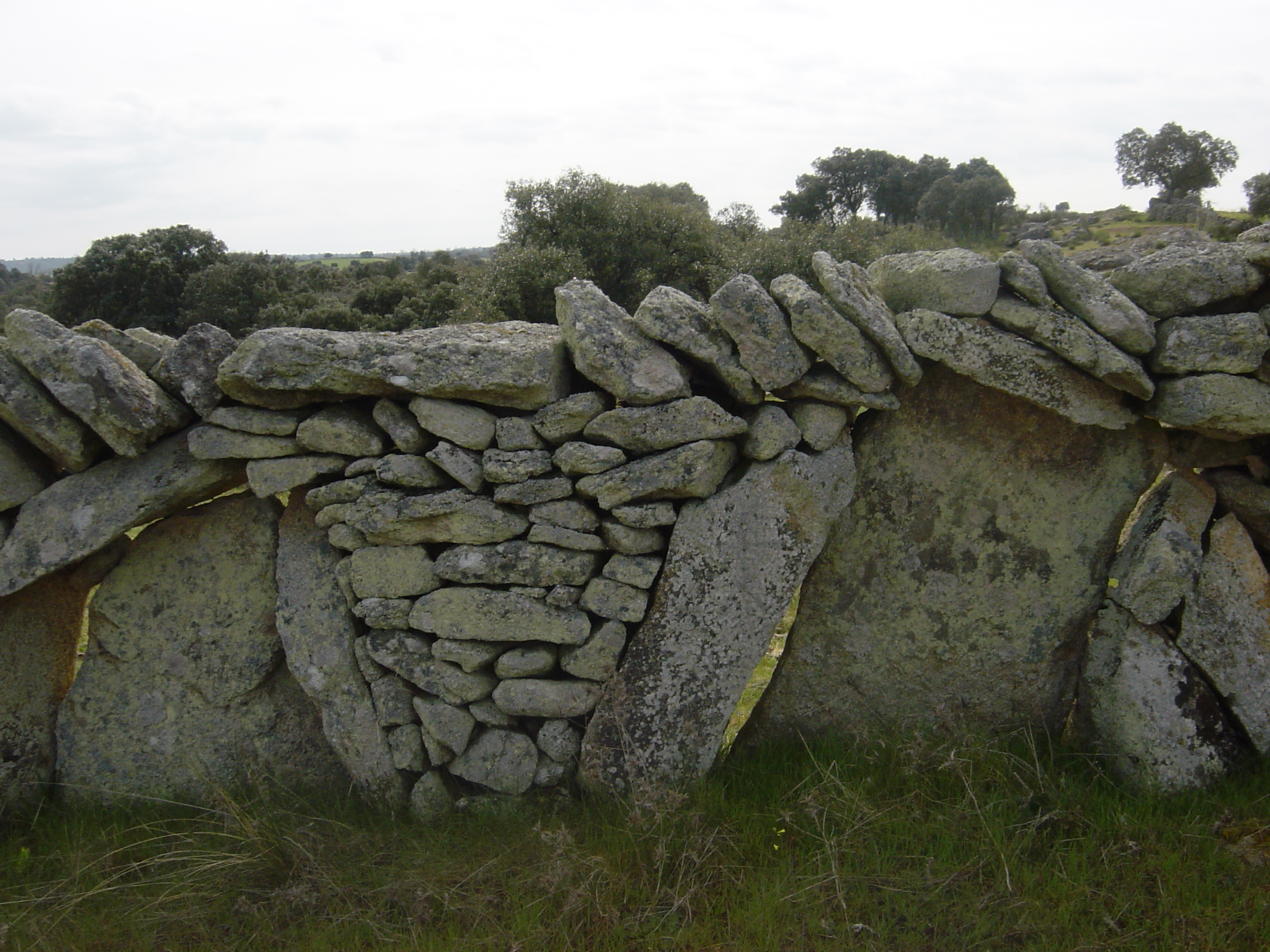
Cercado de finca sin argamasa, denominado 'cortina' en Peñausende y en toda la comarca de Sayago.

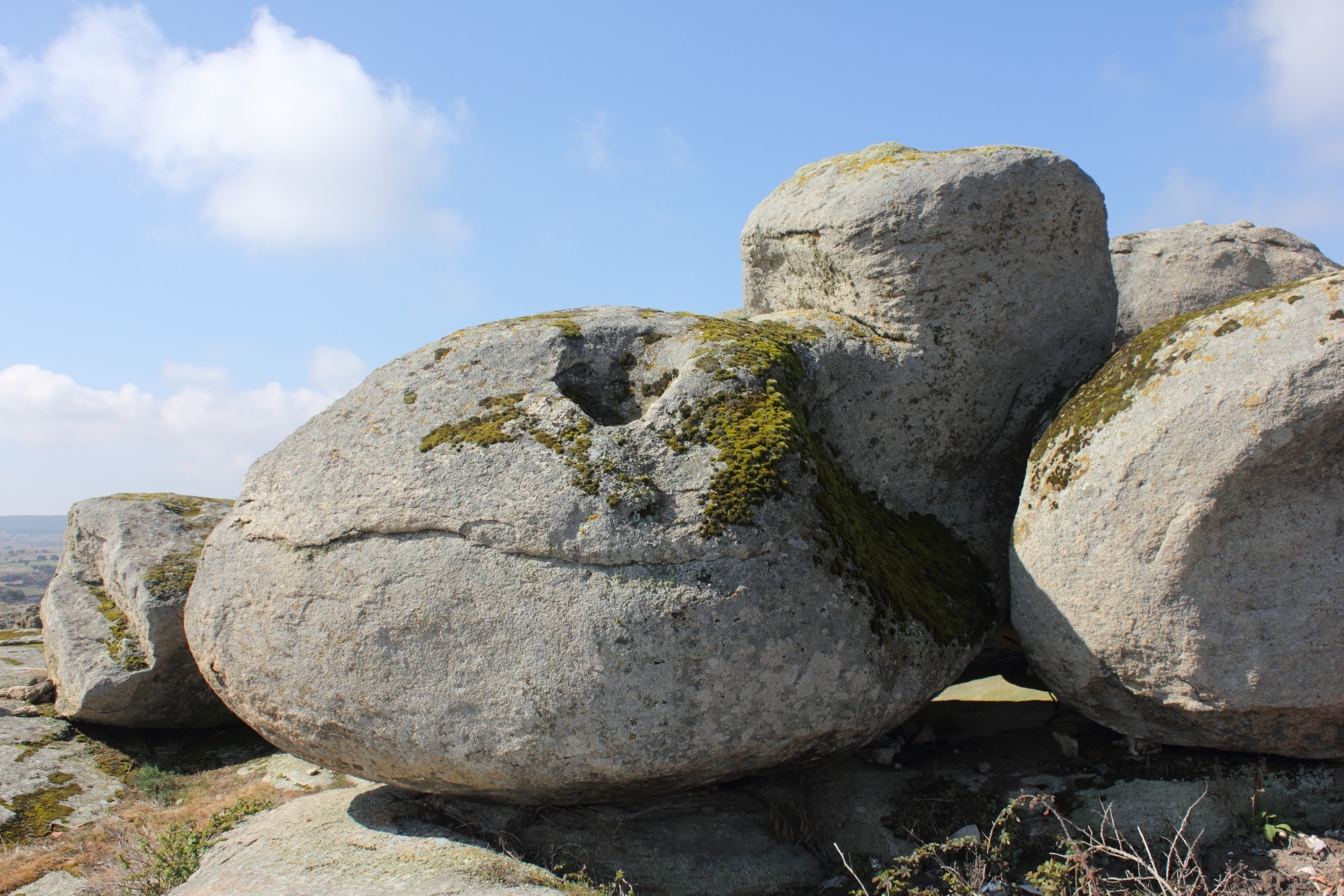
Peñas

Pese a su poca población, durante los últimos años Peñausende se está convirtiendo en la capital del turismo rural en la comarca de Sayago (suroeste de la provincia de Zamora), gracias a jóvenes empresarios que han puesto en marcha alojamientos como el centro de turismo rural y restaurante «La Becera», La Fragua o La Atalaya.
Los domingos, festivos, Navidad y en fiestas, es muy recomendable saborear las tradicionales tapas (mollejas, cachuelas, morunos, pulpo, crestas, etc ) que se preparan en sus cuatro bares: El Café, el Hogar de los Jubilados, Casa Rafael y La Becera.
Conviene disfrutar, especialmente en primavera, del placer que se puede sentir al pasear por caminos y senderos delimitados a ambos lados por las rústicas paredes de las cortinas sayaguesas y de sus centenarias encinas.
La caza es otro de los grandes atractivos turísticos de Peñausende, siendo su ayuntamiento uno de los principales promotores, al ser el titular de su coto de caza. En él es posible cazar las especies cinegéticas propias de este territorio como son jabalís, conejos, libres, perdices y una larga lista de especies en estado salvaje.
Su principal reclamo sigue siendo en la actualidad su castillo, prácticamente desaparecido, que se ha reconvertido en un mirador natural excepcional. Desde lo alto de ese sobrio pero elegante peñasco la vista es de tal belleza y tan amplía que una parte considerable de la provincia se domina desde él, como desde su historia se dominaron etapas tan importantes y definitivas de nuestra historia.
| Canción del ciego de Cabañas Los días 10 y 11 de noviembre celebra fiestas el Santo Martín y en Sayago, o sea en Peñausende, hacen una fiesta de mucho postín. Allí acuden muchas sayaguesas, que vienen de todas las dehesas con un lujo atroz, y los hombres al verlas tan guapas, le dan enseguida, mucha desazón. Por algo será, si el marido de la Sebastiana no va a trabajar, no va a trabajar. Y si ella gobierna la casa, por algo será, por algo será | Tonada de boda Ésta sí que es novia y no la pasada. Ésta sí que es novia que lleva la gala. Ésta sí que es novia, morena y resalada. Ésta sí que es novia que lleva la palma. Ésta sí que es novia y no la de ayer. Ésta sí que es novia que lleva el clavel. | Canción de la manzana Toma niña esta manzana repártela por la mesa dale della a tu marido que así lo manda la Iglesia. Toma niña el ramo verde y póntelo en el copero para que lo vean mañana los que vengan forasteros. Toma niña el ramo verde y póntelo en el basar para que lo vean mañana los que vengan al lugar. |

### Transportes
Atraviesa el municipio la carretera ZA-302 que une El Cubo de Tierra del Vino con Bermillo de Sayago y permite acceder hacia el este a la autovía Ruta de la Plata que une Gijón con Sevilla y a la N-630, carretera nacional de igual recorrido. 
En cuanto al transporte público se refiere, tras el cierre del Ferrocarril Ruta de la Plata, que pasaba por el cercano municipio de El Cubo y tenía parada en el mismo, no existen servicios de tren en el municipio ni en los vecinos, ni tampoco línea regular con servicio de autobús, siendo las estaciones más cercanas las de Zamora. Por otro lado el aeropuerto de Salamanca es el más cercano, estando a unos 73 km de distancia.

## Administración y política

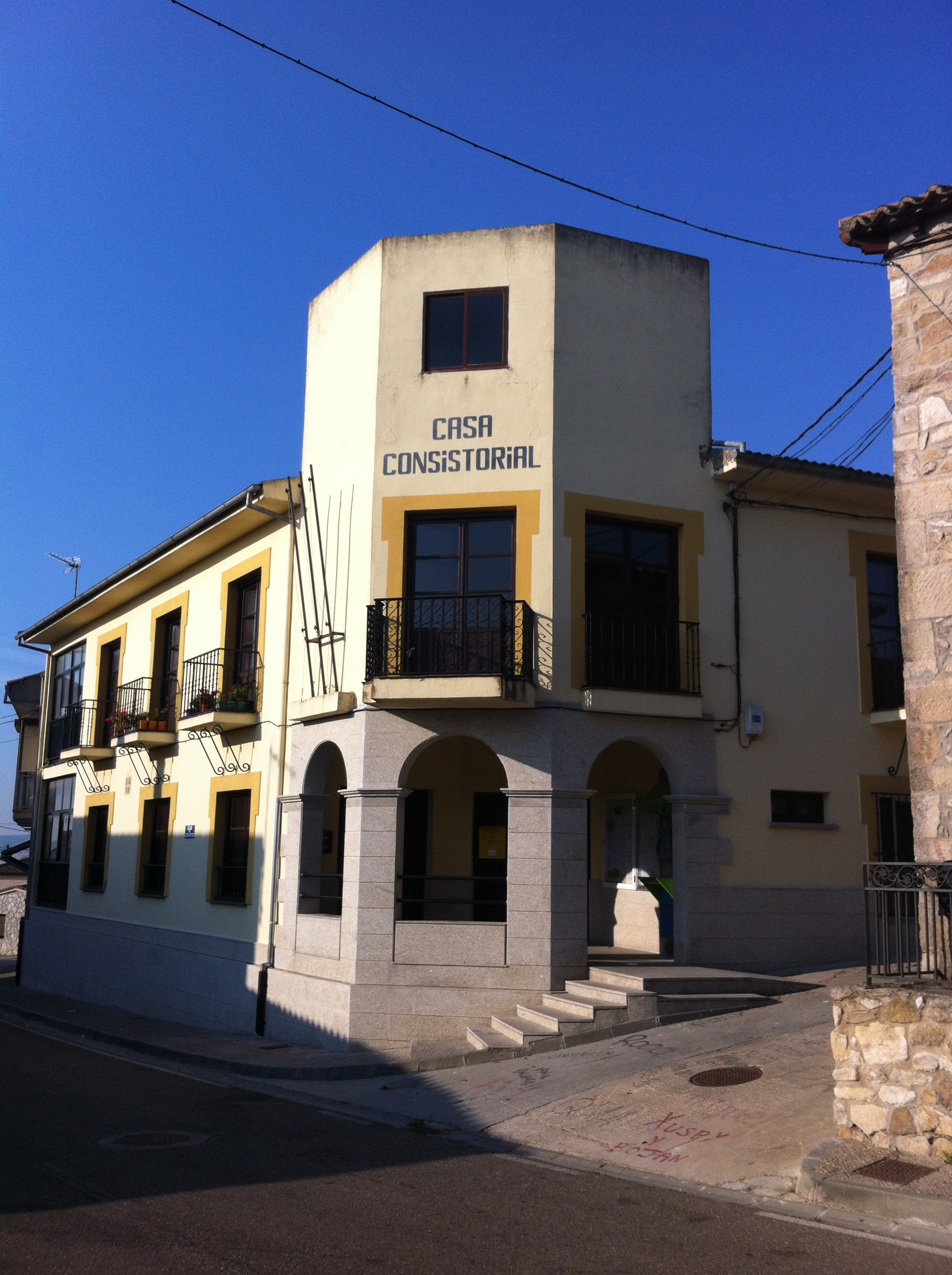
Actual sede de la casa consistorial de Peñausende. El edificio alberga el hogar del jubilado y hasta hace pocos años el consultorio médico, este último trasladado en la actualidad al edificio de la antigua ermita

El ayuntamiento es el responsable de la vida municipal. Con su plena personalidad jurídica, es el órgano que realiza las funciones de gobierno y administración del municipio. Está presidido por el alcalde, que ostenta la presidencia de la administración local y del pleno municipal, este último formado por los concejales o ediles que, reunidos en pleno, ejercen la potestad normativa a nivel local.
Los miembros del equipo de gobierno municipal, son elegidos mediante sufragio en las elecciones locales convocadas a tal efecto, y en las que el municipio de Peñausende se constituye en circunscripción electoral. La siguiente tabla, muestra los resultados de las elecciones municipales de Peñausende en las tres últimas convocatorias:
| Partido político | 2015  | 2015       | 2011  | 2011       | 2007  | 2007       | 2003  | 2003       |
| Partido político | %     | Concejales | %     | Concejales | %     | Concejales | %     | Concejales |
| PP               | 64,86 | 5          | 73,12 | 5          | 66,58 | 5          | 55,05 | 4          |
| PSOE             | 34,80 | 2          | 26,56 | 2          | 31,79 | 2          | 23,99 | 2          |
| ZU               | -     | -          | -     | -          | -     | -          | 17,68 | 1          |

La plantilla del personal del ayuntamiento se encuentra dividida en dos grupos. Por un lado el personal funcionario, formada por una plaza de secretaría-intervención, perteneciente a la escala de habilitación estatal, agrupada con el municipio de Fresno de Sayago y cubierta en propiedad. Por otro lado existe una plaza de personal laboral fijo, correspondiente al puesto de operario de servicios múltiples y también cubierta en propiedad. Además, ciertos servicios son proporcionados por la Diputación Provincial de Zamora y por la mancomunidad Sayagua.

## Servicios
Educación

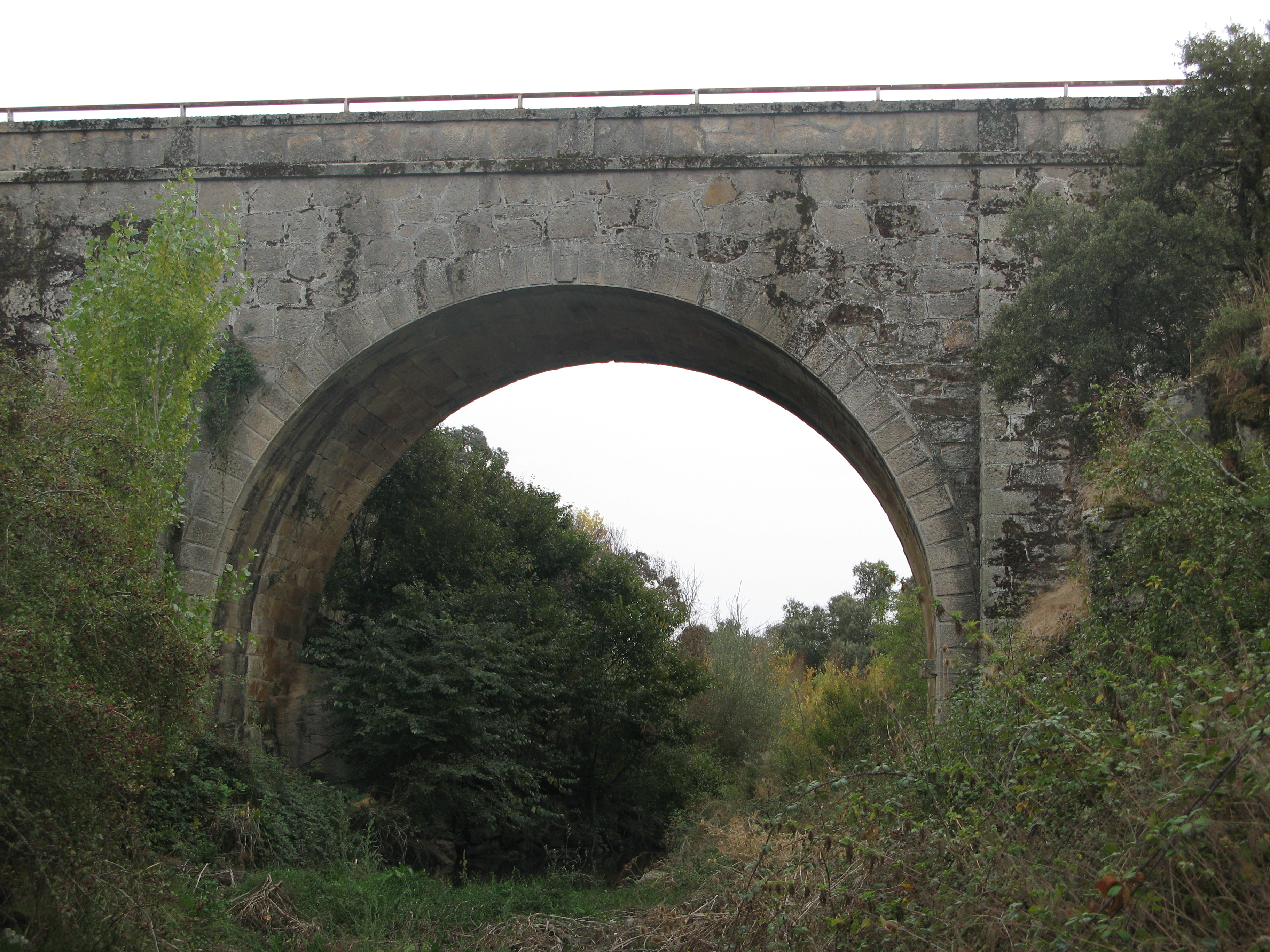
Puente de Los Llanos

Peñausende, junto con El Cubo de la Tierra del Vino, Cabañas de Sayago y Peleas de Arriba, cuenta con el colegio rural agrupado Bajo Duero. Este es un centro público de educación infantil y primaria dependiente de la Consejería de Educación de la Junta de Castilla y León, cuya sede central se encuentra en El Cubo de la Tierra del Vino, pero con aulas en cada una de las poblaciones de su circunscripción.
Las instalaciones de Peñausende constan de dos aulas, una para infantil y otra para primaria, un despacho, servicios para alumnos y profesores y un aula pequeña que se utiliza para las áreas que imparten los maestros especialistas. En el exterior cuenta con un espacio amplio y cerrado que es utilizado para los recreos principalmente.
Los alumnos que comienzan la educación secundaria obligatoria tienen dos opciones, pudiéndose dirigir a uno de los dos centros educativos de referencia territorial:
- En Bermillo de Sayago el instituto de enseñanza securdaria Arribes de Sayago. Este es el centro de secundaria al que se encuentra adscrito el CEIP Maite Ledesma. También dispone de servicios complementarios de transporte y comedor. En él se imparten los ciclos completos de la ESO (de 1.º a 4.º de la ESO) y dos modalidades de bachillerato: por un lado el de ciencias y tecnología y, por otro, el de humanidades y ciencias sociales.[71]

- En Muga de Sayago el instituto de enseñanza secundaria José Luis Gutiérrez. En este centro se imparte la educación secundaria y el bachillerato.[72]

- Dada la cercanía de la ciudad de Zamora, también es frecuente la matriculación de alumnos en los institutos de enseñanza secundaria de dicha localidad.

La formación profesional no está presente en la comarca de Sayago. Los alumnos de Peñausende han de desplazarse a Zamora, donde podrán cursar los ciclos formativos de grado superior existentes en sus centros.

## Cultura

### Patrimonio
Castillo

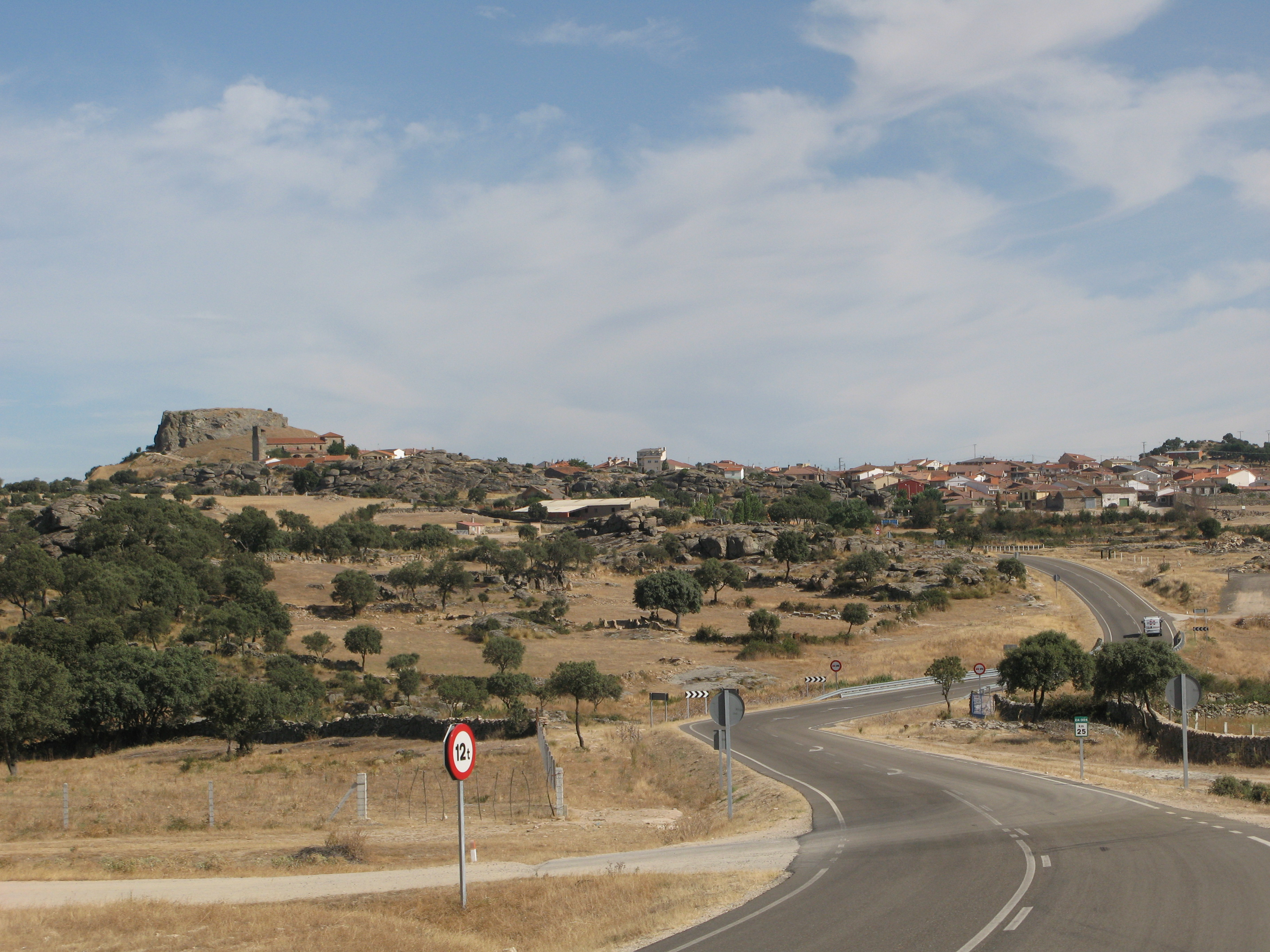
Vista parcial de Peñausende desde la ZA-305, en las proximidades del Teso Santo –lugar de máxima altura de Sayago– y del pinar que le rodea

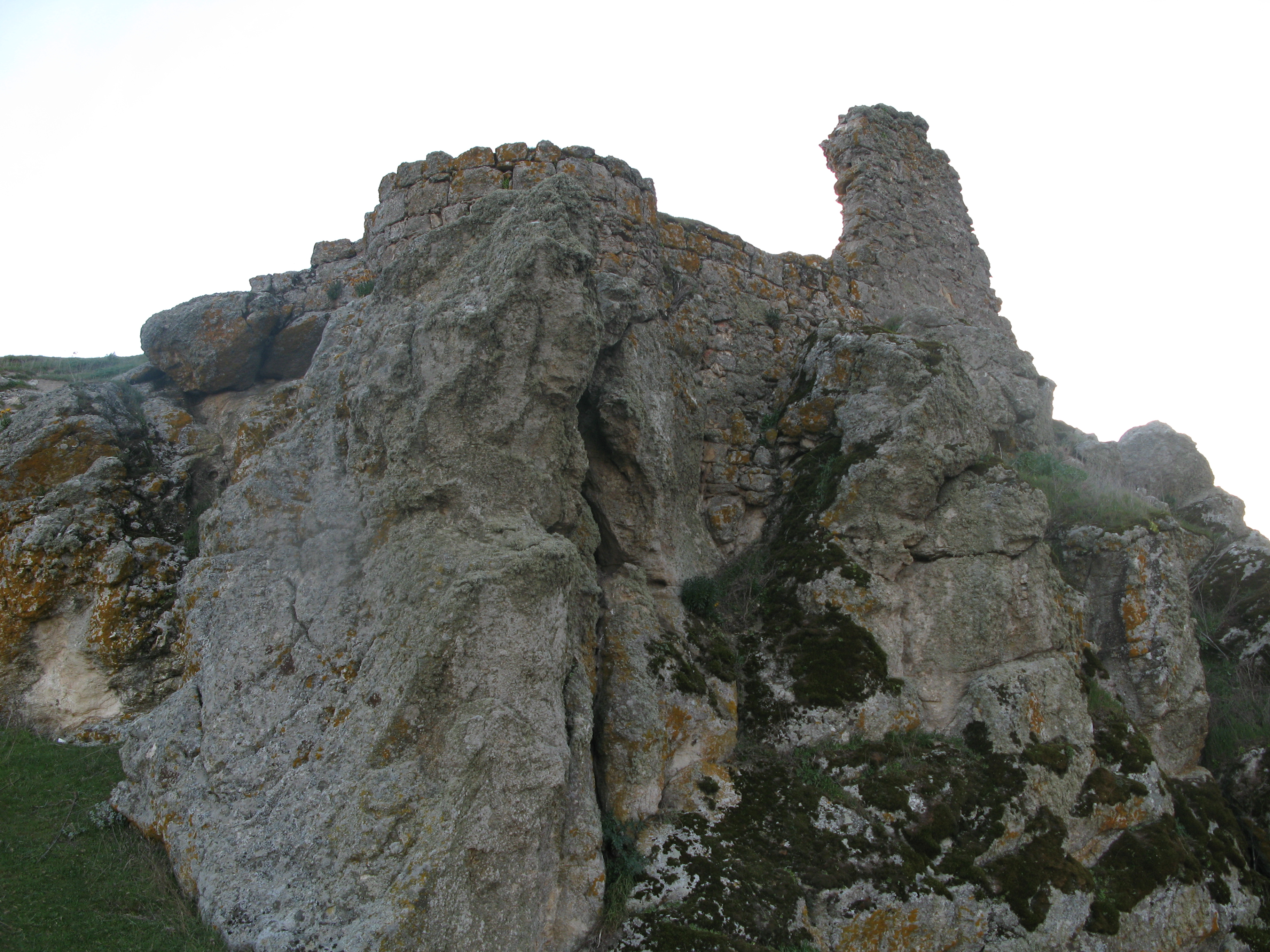
Restos del castillo. Peñausende alcanzó una cierta importancia durante La Reconquista por ser sitio inexpugnable y atalaya. En el fue cedida a los caballeros de Santiago por el rey de León, Fernando II, con las tierras comprendidas entre Ledesma y Castrotorafe, cuyas defensas, dicen, se divisaban desde la torre del homenaje

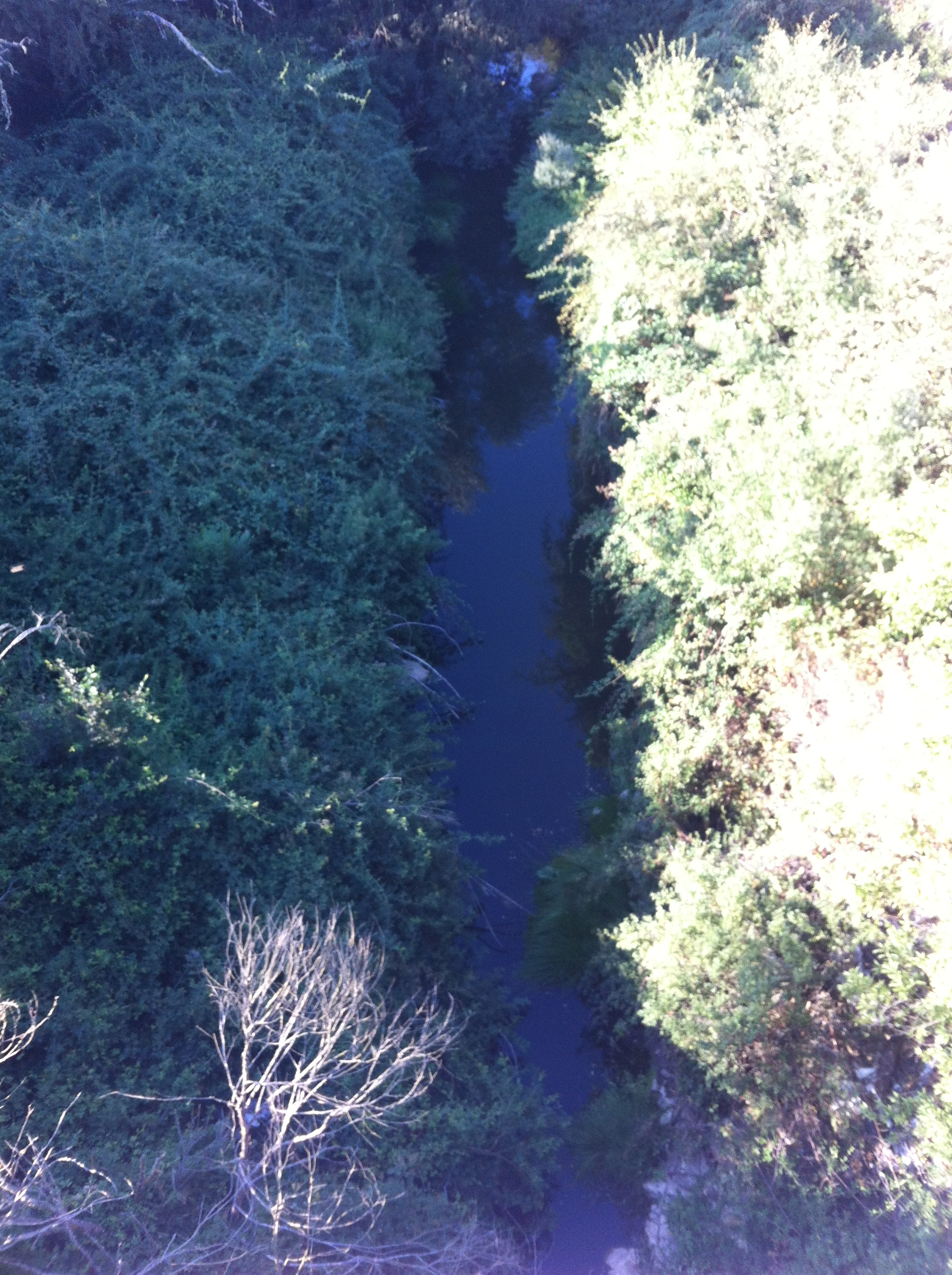
Arroyo La Rivera, visto desde el puente de los Llanos. Nace en el cercano Teso Santo (985 m) y su cauce se encaja en la línea quebrada de una antigua falla

Sobre una imponente y caprichosa peña, rematada en su cima con paredes verticales de granito, se asienta el castillo, fortaleza defensiva a cuya falda surgió la localidad de Peñausende. La roca existente en este paraje es en parte de naturaleza metamórfica, incluyendo pegmatitas, lo que explica su heterogeneidad, a diferencia de los granitos alterados de zonas cercanas, caracterizados por su homogeneidad.
La tradición oral peñausendina vincula el origen de esta fortaleza natural con Viriato, caudillo celtíbero al que en la provincia de Zamora se considera nativo de Torrefrades, municipio que también pertenece a la comarca zamorana de Sayago. Habituales son también las leyendas que conceden al castillo un importante papel en la Reconquista y posterior repoblación de su área territorial de influencia, y en las que es frecuente encontrar menciones a la existencia de túneles y pasadizos que unían esta fortificación con diversos puntos de su entorno.
Las especiales características de este emplazamiento (defensa natural, cercanía al agua y buena visión de las tierras colindantes) lo convirtieron en morada de los primeros pobladores sedentarios de la zona, los vetones, a imagen de otros asentamientos que existieron en la limítrofe provincia de Salamanca, en la propia comarca de comarca de Sayago o incluso en el mismo término municipal de Peñausende.
Sin duda, su mayor esplendor comenzó a partir de la Batalla de Simancas (939), momento en el que quedó asegurado el control cristiano del valle del Duero y del Tormes, época en la que las peculiares características geográficas de Peñausende la convirtieron en una de las principales reductos defensivos para la repoblación de la zona. Este motivo, a su vez, sería germen en la conversión de la villa en una encomienda de la Orden de Santiago, convirtiéndose su castilloen la residencia del comendador de Peñausende. Su decadencia y abandono, vendría derivada de factores endógenos, como pudo ser la evidente pérdida de valor estratégico o la pérdida de su carácter de residencia del comendador, así como por factores exógenos propios de la vida política.
Del castilloexiste una descripción del año 1528, que fue efectuada por una delegación de visitadores santiaguistas, en la que se dice:

...a ocho días del mes de diziembre anno suso dicho, nos, los visitadores, visitamos la fortaleza de la dicha villa de Pennausende y hallamos en ella por alcayde a Juan de Chaves al cual pedimos la entrega della e nos entregó las llaves e le echamos fuera de la dicha fortaleza e entramos en ella en nombre Vuestra Magestad, e rescibimos del pleyto omenaje segund fuero de Espanna e fecho visitamos la fortaleza la qual es toda a la redonda la muralla della piedra de mampuesto, por algunas partes es de piedra e barro e por otras partes es solamente de piedra seca. Antes de la entrada della hay una barrera de manpuesto que va a dar a la entrada de la dicha fortaleza. A la entrada della ay un cubo de piedra y cal, e el çimiento dél de cantería alonborado, razonablemente labrado; e entrando más dentro ay otra puerta de cantería ençima de la qual están dos escudos de piedra blanca con çiertas armas. Más alto, ençima de la dicha puerta, ay una garita, e entrando dentro, en el çircuyto de la dicha fortalez, ay en medio della una torre de omenaje de piedra de manpuesto e barro, la qual dicha torre está derribada en el suelo la meytad de ella e abierta por muchas partes, lo que está inhiesto para se benir al suelo; está entrando en el patio una cámara donde dixo el allcayde que echan trigo.

La bibliografía existente, confirma que esta población fue cedida en el siglo XII a los caballeros de la Orden de Santiago por el rey de León, Fernando II, con las tierras comprendidas entre Ledesma y Castrotorafe. El rollo, aún existente, debió ser la manifestación del poder jurisdiccional de los santiaguistas. Bajo el señorío de la orden, se encontró en su término la Dehesa de la Encomienda, junto con otros territoreos. A cambio de la protección que ejercía sobre sus vasallos, recibía fuertes tributos: tres cargas de leña diarias, el empleo de una caballería mayor para llevar el trigo al molino, miel, lana y otros impuestos. En la iglesia y en el dintel de la casa parroquial, se exhibe actualmente la cruz de la Orden en forma de espada invertida.
Del castillopocos restos han llegado hasta nuestros días. Actualmente sólo se conservan varios metros de lienzo de muralla defensiva, la base de alguno de los cubos o torreones desde los que se diversificaba el ángulo de defensa y una cavidad cuyo uso podría haber sido el de aljibe o mazmorra. La observación desde la cima, hacer intuir al visitante la existencia de restos de una segunda muralla defensiva, diluida entre la maraña de paredes –muros secos- que delimitan las fincas privadas adyacentes, estas últimas denominadas cortinas y cortinos por los peñausendinos.
En los alrededores del castillohan sido encontrados un hacha votiva de sílex opalizado, azuela de cuarcita, monedas, puñal medieval y diminuta romana en hierro para pesar oro.
Existe una singular y curiosa cita del siglo XVI que afirma que desde Medina de Rioseco era posible ver la torre de homenaje del castillo de Peñausende. Esta afirmación que en principio puede parecer exagerada por distar ambas localidades más de cien kilómetros, sin embargo pudo ser real. Lo cierto es que el castillo se asienta sobre una enorme roca al que el Instituto Geográfico le da una altitud de 872 m sobre el nivel del mar, a la que habría que añadir la fortaleza con el destacado apéndice de la torre del homenaje, sin que ningún otro accidente geográfico impida la visión.
Iglesia de San Martín

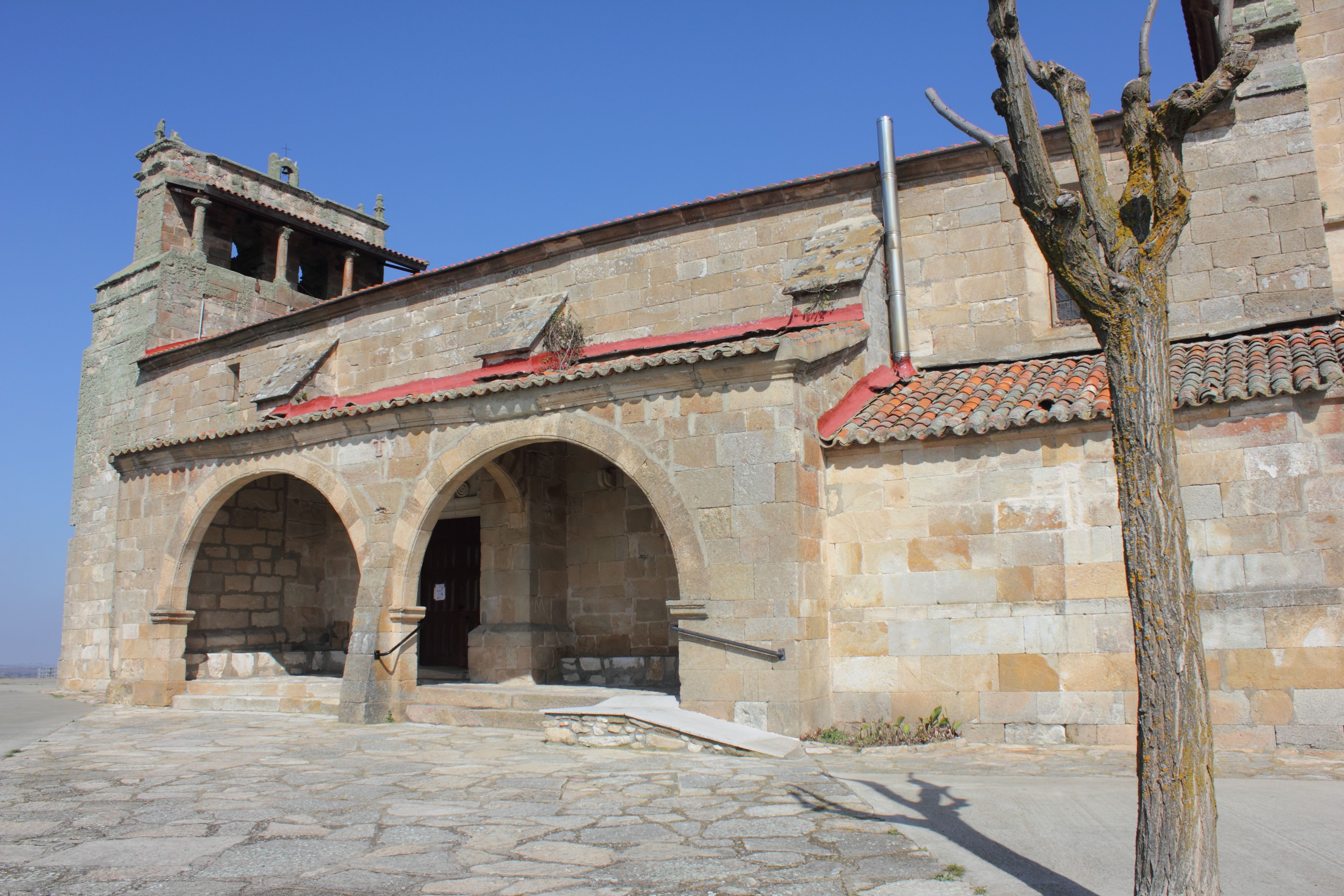
Iglesia parroquial de San Martín de Tours de Peñausende estuvo vinculada a San Marcos (León) hasta que la bula Quo Gravius, promulgada el 14 de julio de 1873, acordó la disolución de las órdenes militares, y con ellas la diócesis de San Marcos, por lo que la parroquia de Peñausende pasó a depender de la jurisdicción de la diócesis de Zamora

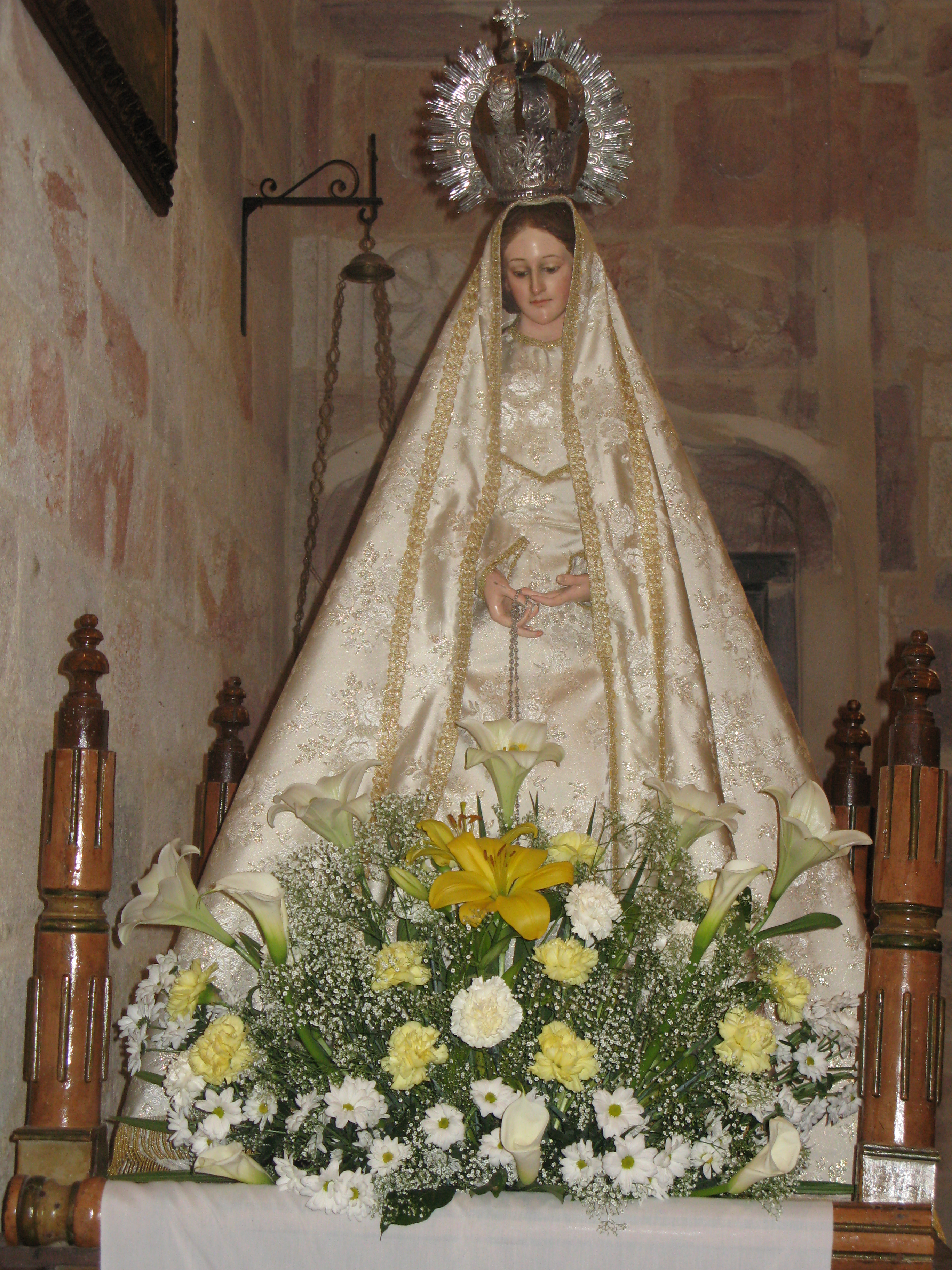
Talla de la Virgen del Carmen de Peñausende, patrona de la localidad. Su festividad, el 16 de julio, da lugar a una de las fiestas más concurridas de la comarca de Sayago

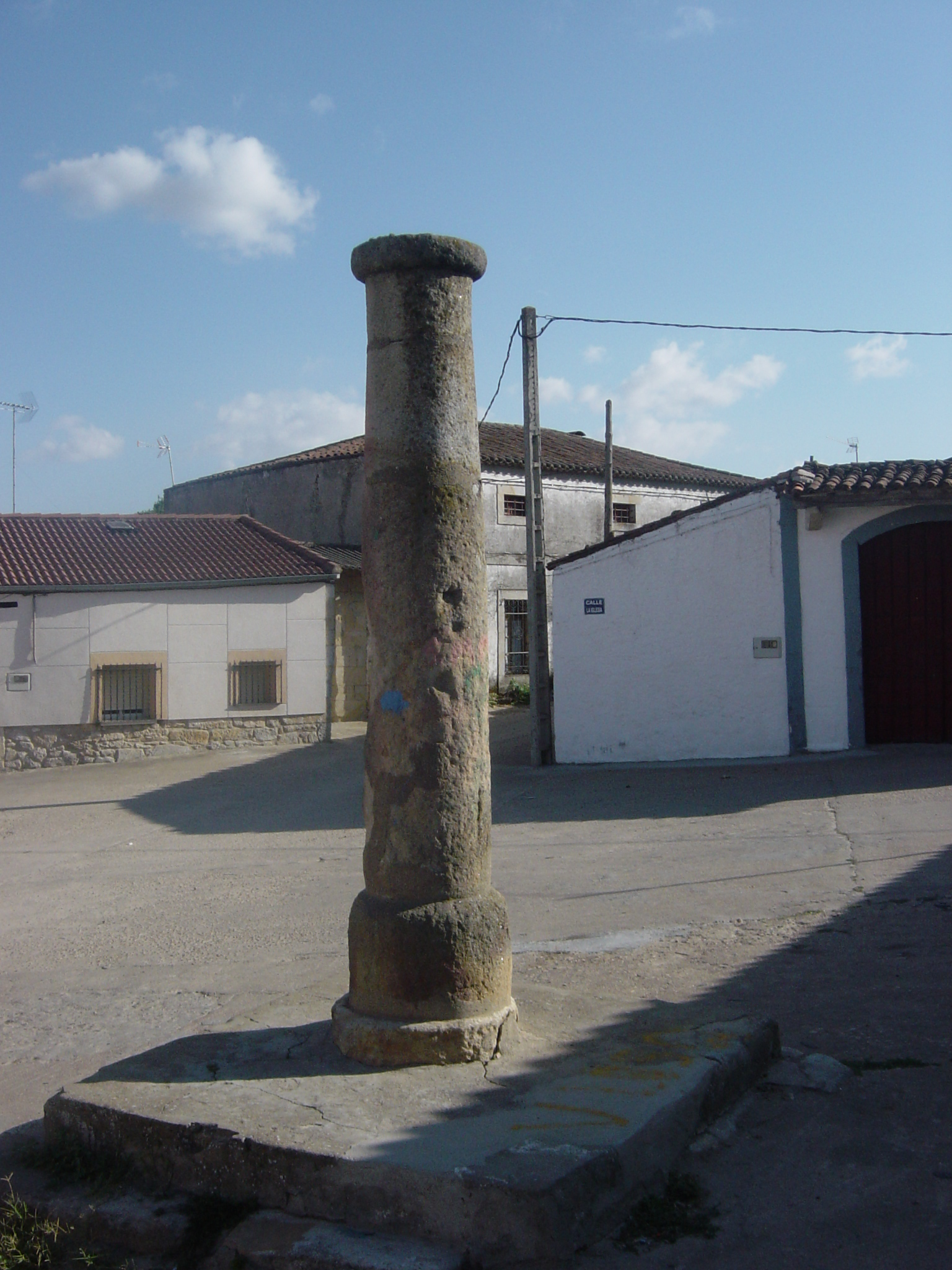
El Rollo, hoy incompleto, fue un símbolo de jurisdicción y probable picota para castigo de reos. Su presencia nos retrotrae al dominio que ejerció la Orden de Santiago

La iglesia parroquial de San Martín de Tours de Peñausende es en la actualidad el principal edificio de la localidad. Estuvo vinculada a San Marcos (León) hasta que la bula Quo Gravius, promulgada el 14 de julio de 1873, acordó la disolución de las órdenes militares, y con ellas la diócesis de San Marcos, por lo que la parroquia de Peñausende pasó a depender de la jurisdicción de la diócesis de Zamora.
Se encuentra situado en la parte más alta del casco urbano, coincidente con el extremo norte de la población, al pie del solar que ocupó el castillo de la orden de Santiago. Se encuentra precedida por un amplio atrio cerrado.
Es una construcción de sillería de granito, con cabecera cuadrada dotada de camarín en el testero y nave única de cuatro tramos separados por tres arcos diafragma de medio punto. A los pies se eleva la torre-espadaña y al mediodía está la portada, precedida de un pórtico de dos arcos, con la sacristía adosada al muro sur de la cabecera. Aún conserva los símbolos que atestiguan la presencia de la Orden de Santiago en esta localidad, especialmente visibles en la capilla mayor o en la pila bautismal.
Existe una descripción del templo, efectuada por los visitadores santiaguistas en el 1528, fecha en la que se estaba renovando profundamente el edificio:

Visitamos la iglesia la qual es de la advocaçión de San Martín. Es echa de cantería labrada. Tiene dos arcos de cantería que reparten la dicha yglesia en tres naves. Es cubierta de madera de pino, la nave prinçipal e las otras dos de madera tosca, la qual tiene començada una capilla de cantería con su sacristía de lo mismo. Estará la obra de dos estados, en alto va formada de çinco claves. Está dado a destaja a Juan del Casar, vezino de Çamora. Dale la yglesia çinquenta e un mil maravedís e cama para sus oficiales e el Conçejo da puesta piedra e arena e la iglesia pone la cal. Abríase acabado esta obra sy no porque dezían que era pequenna. Mandósele que la acabasen. Tiene la dicha yglesia tres altares. El mayor es de la advocactión de San Martín en el qual está su ymagen de bulto con un retablo de pinzel viejo. El otro altar es de la adbocactión de Nostra Sennora en el qual está un retablo donde está la salutación y el nasçimiento. El otro altar es de la advocactión de San Estevan.

…Otrosí por quanto hallamos que en la capilla y sacristía que nuevamente se hace en la dicha yglesia, no se ha hecho ni se hace cosa en ella después de la vissitactión pasada a cabsa que algunos del pueblo dezían que yva pequenna y que no se prosiguiese la obra hasta que los visitadores viniesen y bisto para nos, los dichos visitadores, la dicha capilla ser arto grande e yr bien labrada en estar echo tanta parte della e de la sacristía que sy se oviese de desatar para hazerse mayor perdería la yglesia más que ha costado hazer…

Yten mandamos al dicho mayordomo e ofiçiales del Conçejo hagan una franja a la iglesia por parte de fuera hazia la fortaleza de seys pies de ancho tan honda que benga a nivel con el suelo de la dicha yglesia por que está la tierra tan alta que haze mucho danno a las paredes y están siempre mojadas, la cual çanja sea echa de manera que se pueda andar por ella la proçesión alrededor de la dicha yglesia.

El edificio, en su configuración actual, presenta una estructura originariamente románica, en transición al gótico por haber sido recrecida en el siglo XVI, momento en el que fue profundamente reformado. También son apreciables otras reformas de fechas posteriores.
Los restos de su primitiva fábrica románica, aún son visibles en algunos de los muros de su nave. Este el caso de la parte posterior del muro sur que, hasta la altura del alero, contiene la sillería original con ocho canecillos recortados de bocel central flanqueado por cuartos de caña, y que responden al modelo existente en algunas iglesias coetáneas de la ciudad de Zamora. El costado meridional también conserva restos, como atestiguan los canecillos existentes y que en su día pudieron sustentar un pórtico. También presenta restos románicos el lienzo septentrional, como muestra el segundo, tercero y cuarto tramo del muro, en la actualidad más alto por la acción de recrecimiento al que se vio sometido el edificio. Se observa la presencia de buena parte de los canecillos originarios del antiguo alero, de nacela y de rollo.
De la observación del edificio exterior se deduce que antes de ser recrecido, en el siglo XVI, el edificio románico era mucho más corto y bajo que el actual, aunque de la misma anchura. Los restos románicos que perviven de su fábrica original, sitúan su construcción como muy pronto a finales del siglo XII.
Su interior también fue completamente renovado, de forma que son apreciables los antiguos restos románicos que estuvieron en pie hasta el siglo XVI. Además, la iglesia ha sido objeto de una última y reciente restauración, en la que se desencaló las paredes y se renovó por completo la cubierta.
Como anécdota, aún son apreciables en la iglesia las manchas que provocó el gran incendio que sufrió en el año 1917.
Rollo
Es símbolo de jurisdicción, y probable picota para el castigo de reos, que nos retrotrae a la época de dominio de la orden santiaguista. Hoy incompleto, está formado por una sucesión de bloques cilíndricos.
Ermita
Peñausende contó, además de con la iglesia parroquial, con la ermita del Cristo del Humilladero. Desacraliza desde hace décadas, su edificio fue cedido a diversos servicios de la población como el de farmacia y telefonía. Actualmente reformada, presenta de nuevo su rancio porte.
Cortineo
En la comarca de Sayago en general y en Peñausende en particular, el término cortina designa aquellos solares rústicos de aprovechamiento agrícola o ganadero que están delimitados por cercas de pared de piedra (mampostería en seco). El conjunto de estas fincas, a su vez, se denomina cortineo.

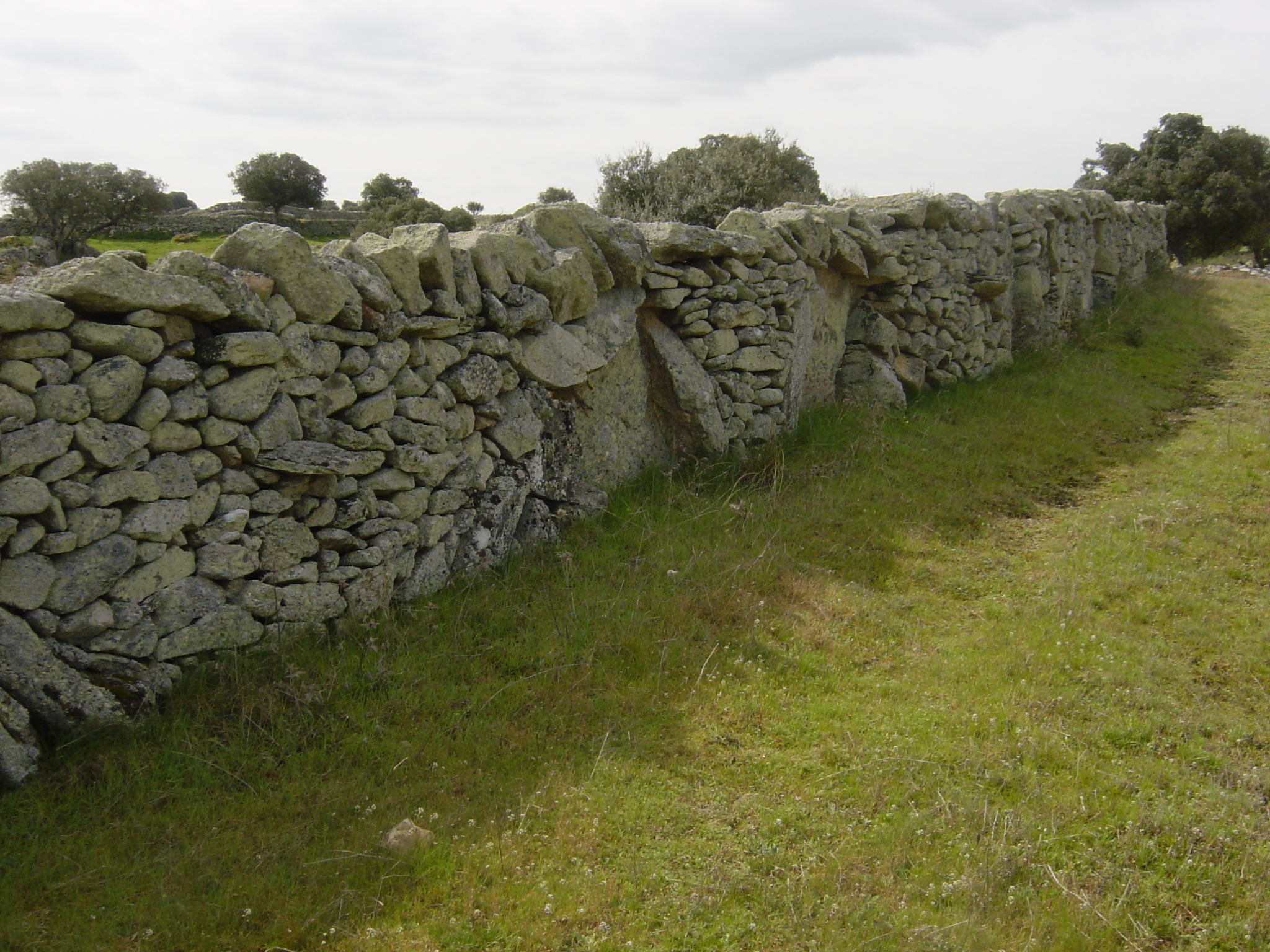
Cortina de piedra
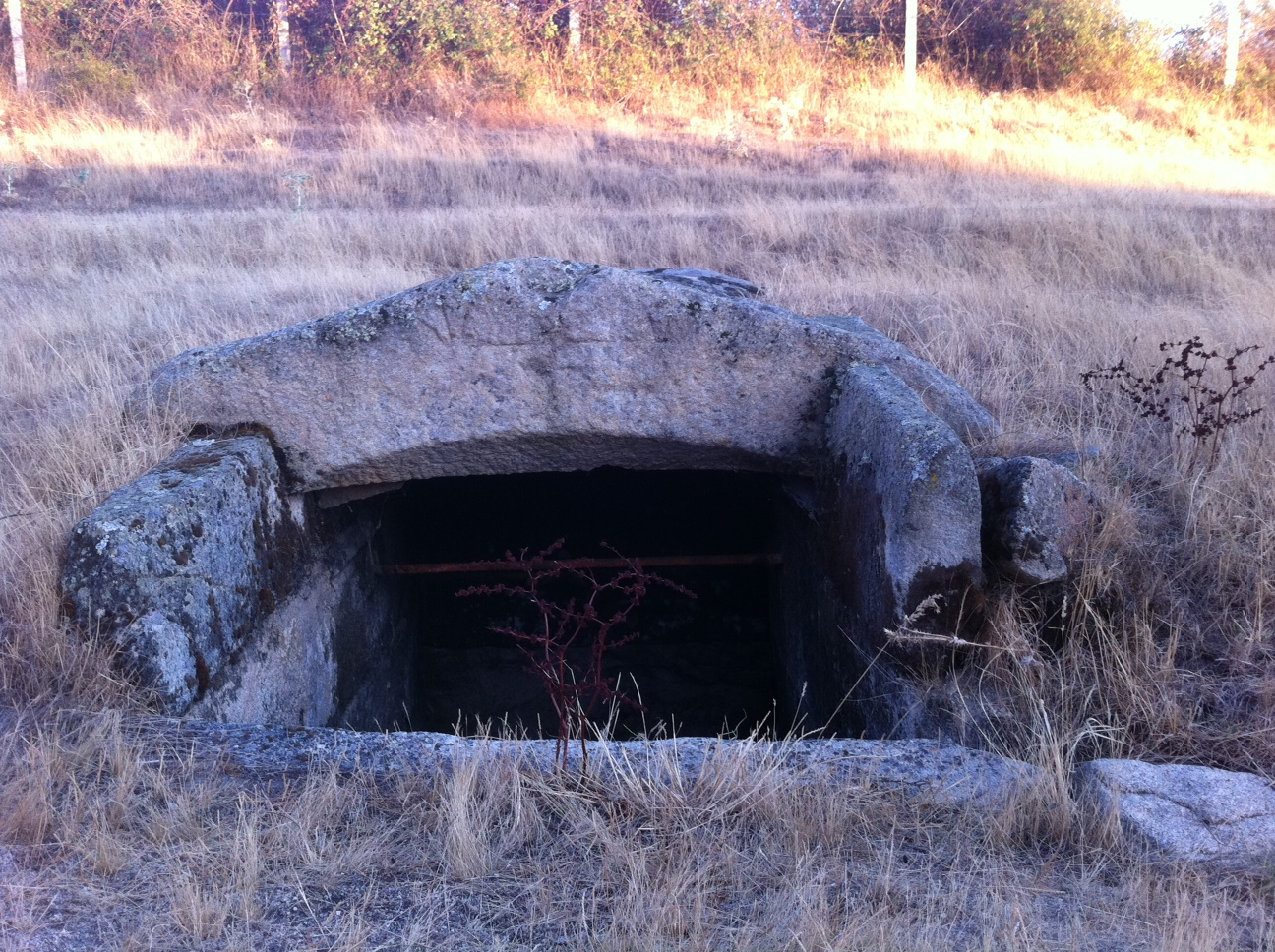
Fuente Buena
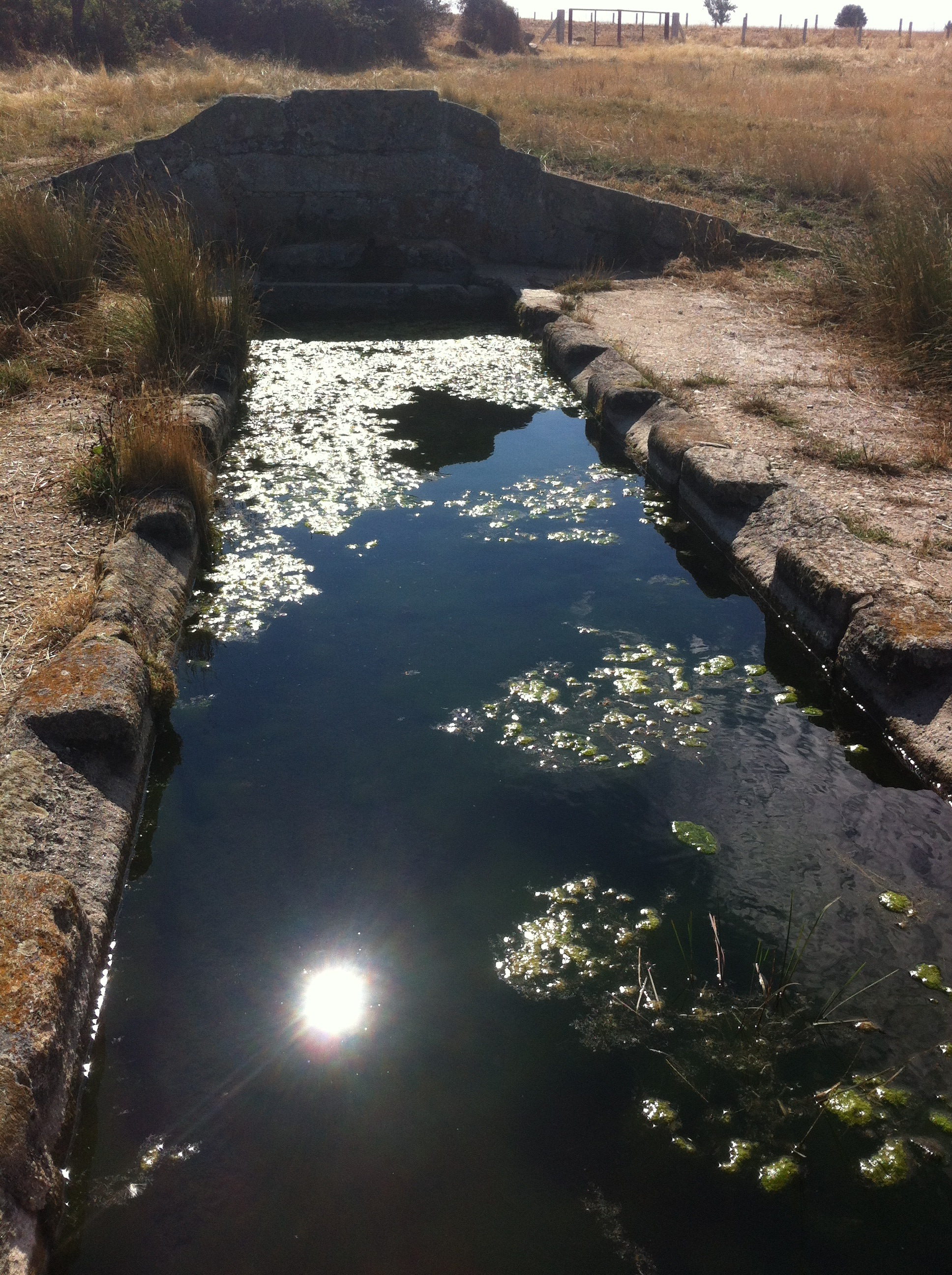
El Caño
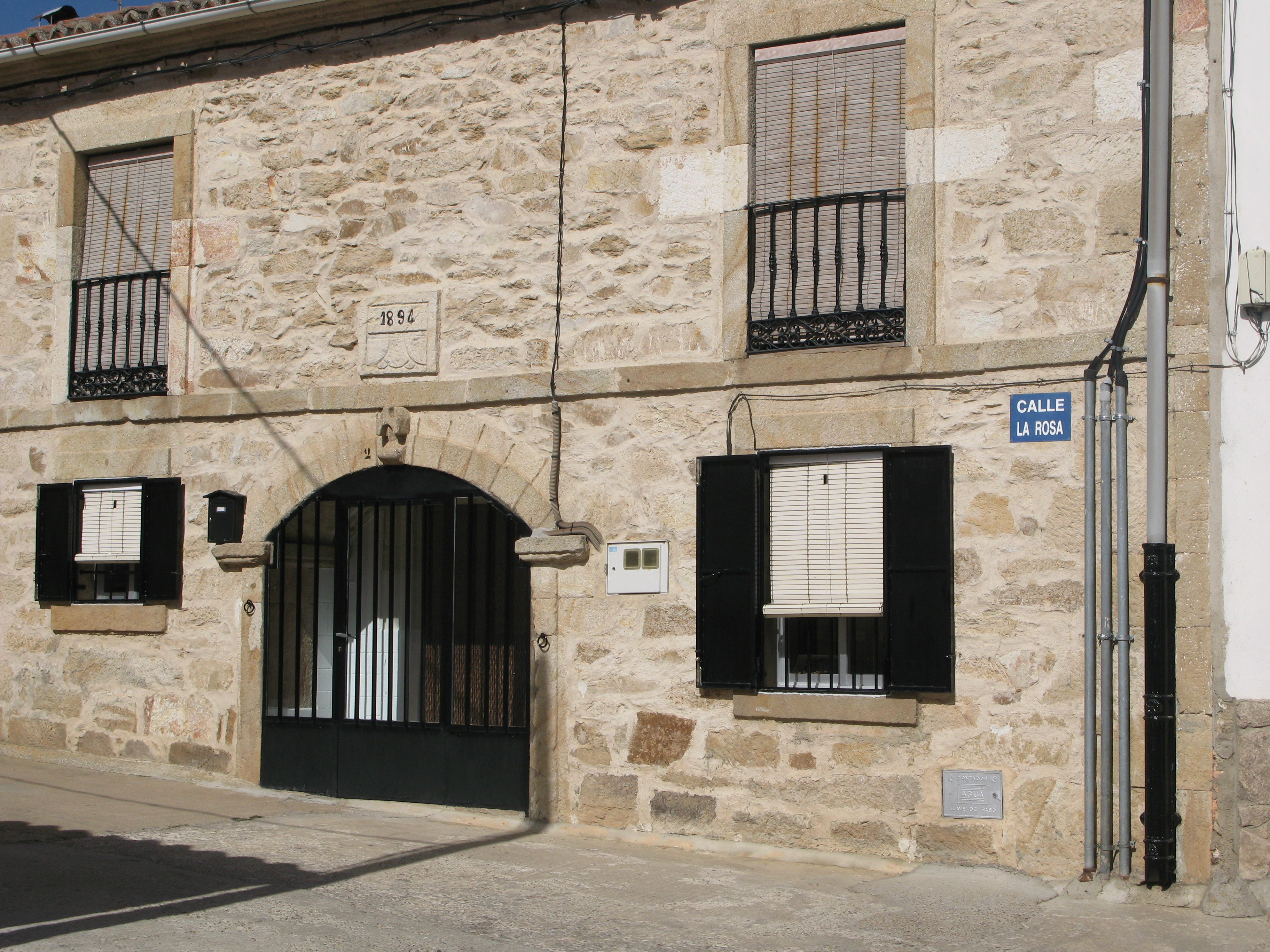
Fachada de una vivienda
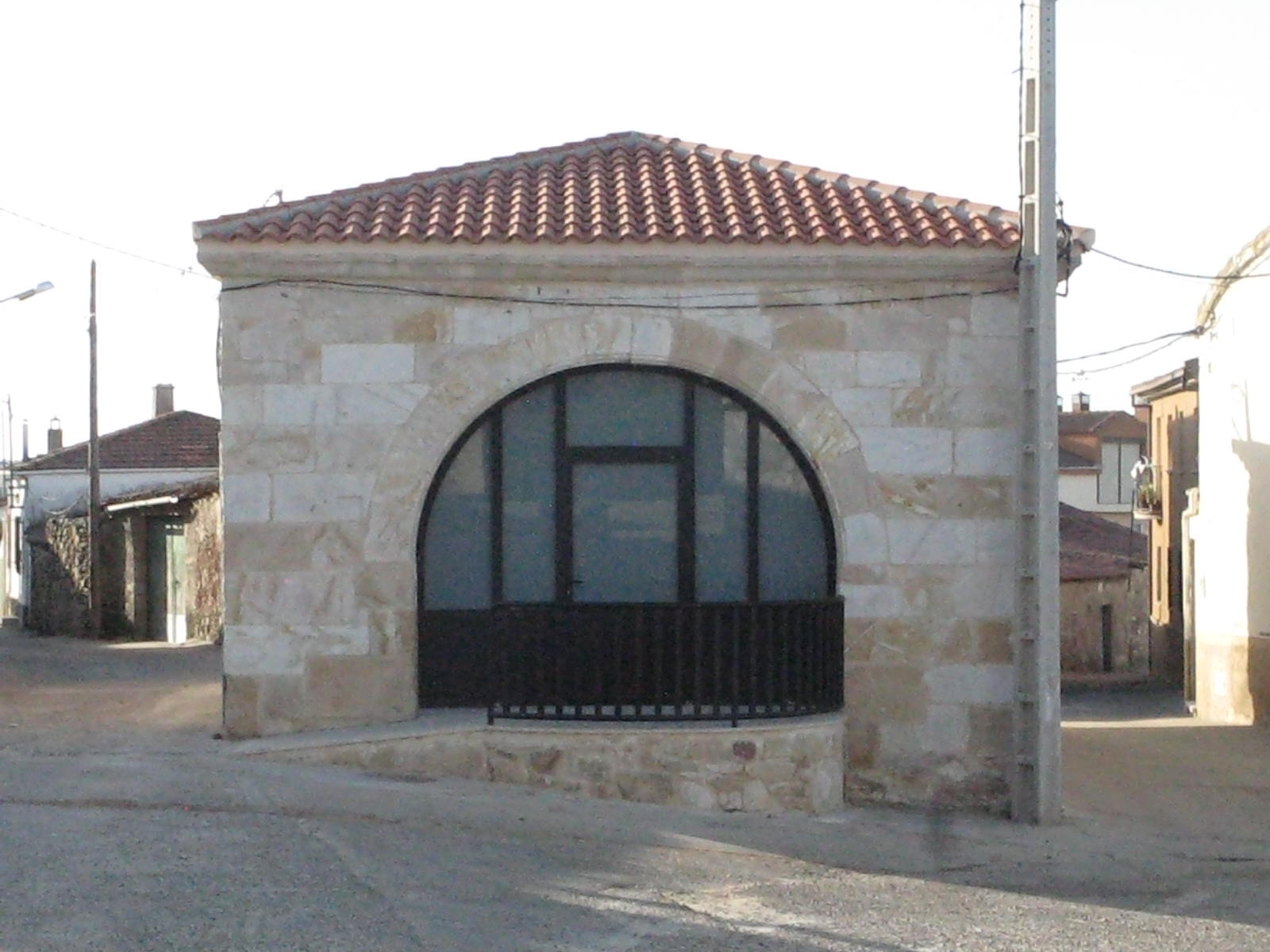
Antigua ermita

### Asociacionismo

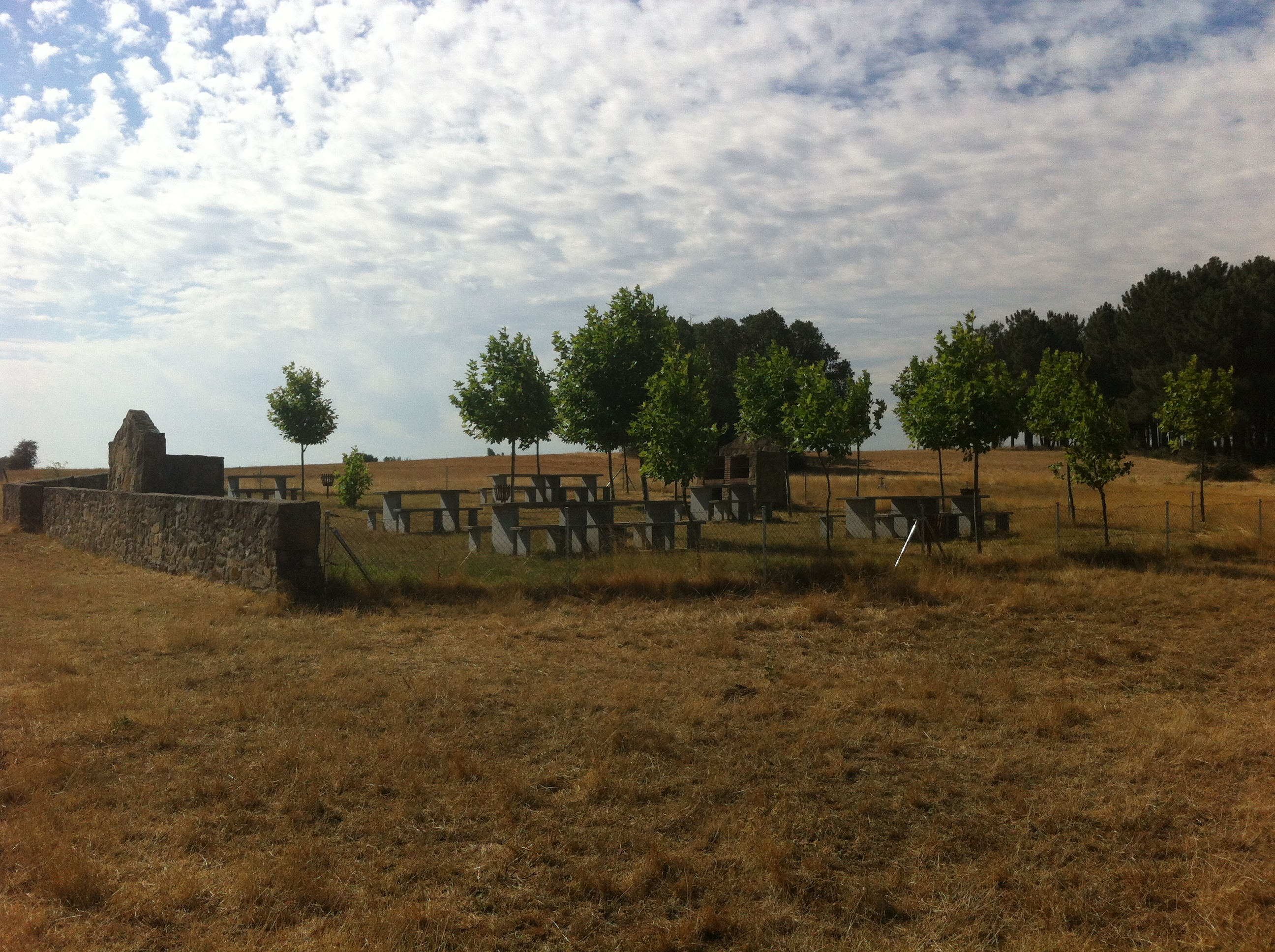
Merendero situado junto al Caño la Arena (1713), una de las principales fuentes y que aún conserva sus lavaderos y abrevadero

Las mujeres de Peñausende crearon en 1997 la Asociación Cultural de Mujeres San Martín. Esta agrupación tiene como finalidad el promover la organización de diversos acontecimientos sociales y culturales, entre los que se encuentran la Semana Cultural, la organización del grupo de teatro, el fomento de cursos y otras actividades culturales de interés.
Además, la localidad cuenta con una asociación de jubilados, en la que se agrupa la mayor parte de los mayores del pueblo. Este colectivo se encarga principalmente de administrar el funcionamiento del Club de Jubilados, aunque también promueven y organizan diversos cursos, jornadas y actividades de ocio destinadas a sus asociados.

### Carrera popular
La Carrera Popular de Peñausende es el principal acontecimiento deportivo de esta localidad. En 2012 celebró su quinta edición, en la que se volvió a congregar a cerca de 200 atletas, entre aquellos que corrieron las pruebas destinadas a los más pequeños y los mayores. Año a año, esta competición ofrece a sus aficionados la posibilidad de practicar este deporte popular.

### Fiestas

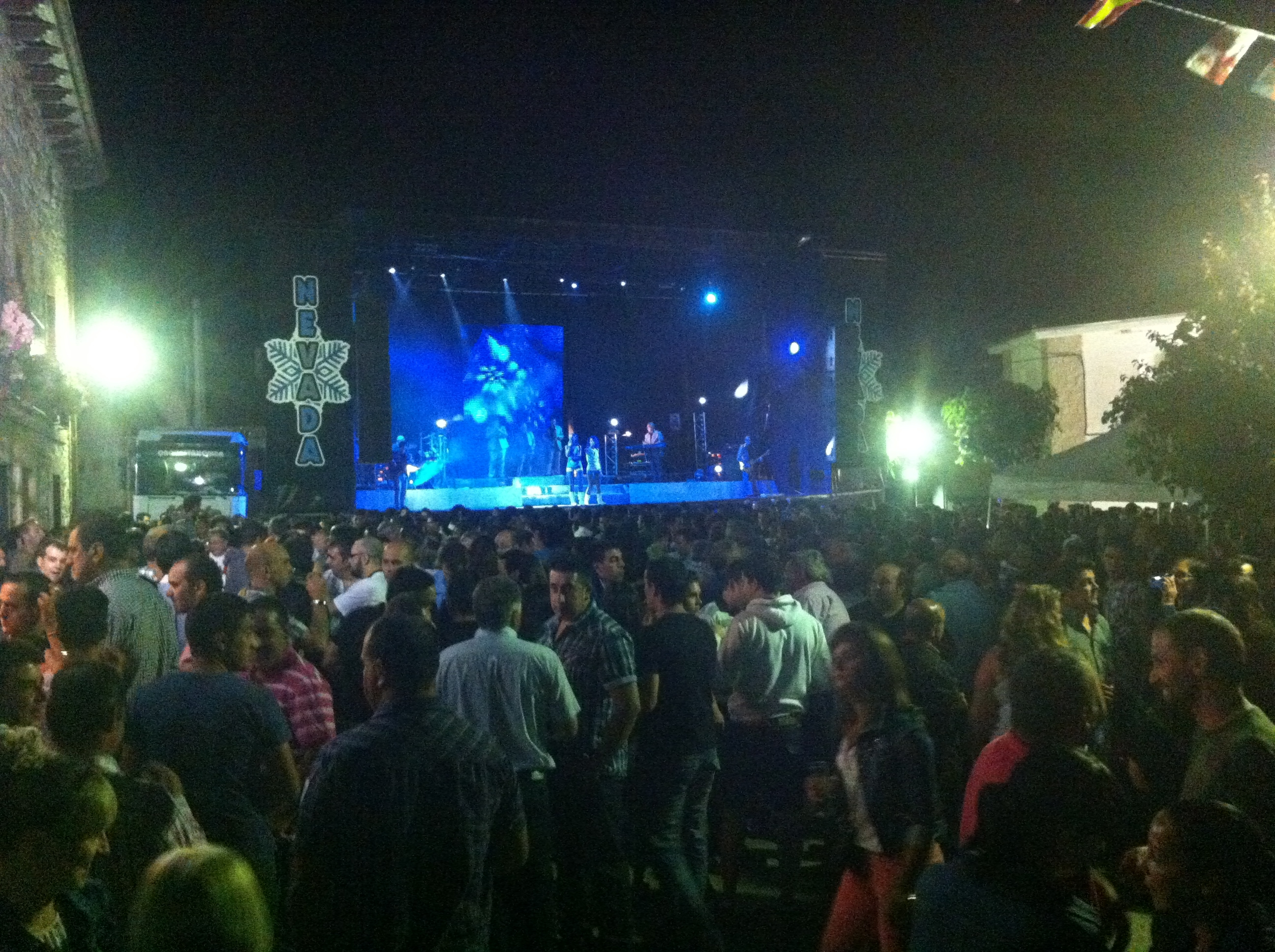
Verbena en las fiestas de la Virgen del Carmen, verano de 2013

Las fiestas principales de Peñausende son el dieciséis de julio, en honor a la Virgen del Carmen, y el 11 de noviembre, en honor a San Martín:
- La principal festividad es en honor de su patrona, la virgen del Carmen. En otros tiempos fue celebrada en el mes de septiembre, debido a la necesidad imperiosa de atender las tareas del campo durante el verano. Desde hace años ha sido trasladada a su fecha correspondiente, el 16 de julio, favoreciendo de esta forma la asistencia de los emigrantes de la localidad.[82]

- La fiesta en honor de su patrón, San Martín, fue durante siglos uno de los centros de referencia y reunión de la comarca de Sayago, de su provincia, de la vecina Salamanca e incluso del noroeste de Portugal. Su importancia se debe a que, junto a las fiestas patronales, se creó y desarrolló la feria anual del Trapo,[83] que por su variedad y contenido contó con un notable y reconocido prestigio. De esta forma, Peñausende se convirtió con el tiempo en un referente comercial, reuniendo durante varios día a afamados comerciantes y artesanos del noroeste peninsular. El renombre de esta feria puede enlazarse con otras dos ferias que tenían a Peñausende por anfitrión. La primera la de San Andrés, cada treinta de noviembre, muy similar a la de San Martín, y en la que también las calles de la localidad y las laderas del castilloeran un auténtico mercado medieval. En ambas se mezclaban, en alegre y variado conjunto, albarcas, aperos de labranza, ropas puramente artesanas, piezas de lana hilada y tejida, capas variadas, la casaca o la anguarina sayaguesa de paño buriel, sayas, refajos o mantones, toquillas de lana tejidas a mano, trajes charros de bodas y celebraciones solemnes, sayas, mandiles y en general toda clase de productos, géneros, indumentaria, herramientas, ganado y todo aquello que era fundamental para un buen desarrollo de la matanza. Además, también hubo una feria mensual de ganados que, cada diecisiete de mes, reunía en Peñausende a los ganaderos de Sayago, del resto de comarcas de la provincia de Zamora y de la vecina provincia de Salamanca, en especial de las ganaderías pertenecientes a las dehesas de ambas provincias.[76][62][84]

Menos relevantes, pero con notable participación de peñausendinos, son las festividades relativas a los carnavales, San Isidro, el Corpus y los quintos.